# Liste von Straßenbahnen in Amerika
Diese Liste beinhaltet die in Amerika bestehenden (dick angezeigt) sowie ehemaligen Straßenbahnbetriebe. Zusätzlich zu den Städten, in denen diese ansässig waren, werden, soweit möglich, zusätzliche Informationen über die Spurweite, die Antriebsart, Eröffnungs- und Einstellungsdaten und gegebenenfalls über den Betrieb gegeben. Die Daten beziehen sich dabei weitestgehend auf die gesamte Betriebsdauer, so werden beispielsweise sämtliche Antriebsarten aufgeführt und nicht die zuletzt verwendete; gleiches gilt für unterschiedliche Spurweiten. Für Detailinfos dient, sofern vorhanden, der Link zu den einzelnen Betrieben.
- Nordamerika: Kanada –  USA – Mexiko
- Mittelamerika: Barbados – Costa Rica – El Salvador – Guatemala – Haiti – Jamaika – Kuba – Martinique – Panama – Puerto Rico – Trinidad & Tobago
- Südamerika: Argentinien – Brasilien – Bolivien – Chile – Curaçao – Ecuador – Guyana – Kolumbien – Paraguay – Peru – Uruguay – Venezuela

## Nordamerika

### Kanada
| Stadt                         | Spur- weite in mm | Gleise | Netz- länge in km | Antrieb        | Eröffnung             | Stilllegung | Betreiber                  | Artikel                          | Anmerkungen                   |
| ----------------------------- | ----------------- | ------ | ----------------- | -------------- | --------------------- | ----------- | -------------------------- | -------------------------------- | ----------------------------- |
| Calgary                       |                   |        |                   | elektrisch     | 05.07.1909            | 29.12.1950  |                            |                                  | 1981 wiedereröffnet (1435 mm) |
| Calgary                       | 1435              |        | 59,9              | 600 V GS       | 27.05.1981            |             | Calgary Transit            | Stadtbahn Calgary                |                               |
| Edmonton                      |                   |        |                   | elektrisch     | 30.10.1908            | 01.09.1951  |                            |                                  | 1978 wiedereröffnet (1435 mm) |
| Edmonton                      | 1435              |        | 24,3              | 600 V GS       | 23.04.1978            |             |                            | Stadtbahn Edmonton               |                               |
| Halifax                       |                   |        |                   | Pferd          | 11.06.1866            |             |                            |                                  |                               |
| Halifax                       |                   |        |                   | elektrisch     |                       | 29.04.1949  |                            | Straßenbahn Halifax              |                               |
| Hull (Gatineau)               | 1435              |        |                   |                |                       | 1946        |                            |                                  |                               |
| Kingston                      |                   |        |                   | elektrisch     | 26.09.1893            | 04.05.1930  |                            | Straßenbahn Kingston (Ontario)   |                               |
| London                        |                   |        |                   | Pferd          | 24.05.1875            |             |                            |                                  |                               |
| London                        |                   |        |                   | elektrisch     |                       | 27.11.1940  |                            | Straßenbahn London (Ontario)     |                               |
| Montreal                      |                   |        |                   | Pferd          | 27.11.1861            |             |                            |                                  |                               |
| Montreal                      |                   |        |                   | elektrisch     |                       | 30.08.1959  |                            | Straßenbahn Montreal             |                               |
| Ottawa                        | 1435              |        |                   | Pferd          | 21.07.1870            |             |                            |                                  |                               |
| Ottawa                        | 1435              |        |                   | elektrisch     |                       | 30.04.1959  |                            | Straßenbahn Ottawa               |                               |
| Ottawa                        | 1435              |        |                   |                | 15.10.2001            |             | OC Transpo                 | Stadtbahn Ottawa                 |                               |
| Québec                        |                   |        |                   | Pferd          | 17.08.1865            |             |                            |                                  |                               |
| Québec                        |                   |        |                   | elektrisch     |                       | 25.05.1948  |                            | Straßenbahn Quebec               |                               |
| Regina                        |                   |        |                   | elektrisch     | 28.07.1911            | 09.09.1950  |                            | Straßenbahn Regina               |                               |
| Saskatoon                     |                   |        |                   | elektrisch     | 01.01.1913            | 10.11.1951  |                            | Straßenbahn Saskatoon            |                               |
| St. John’s (Neufundland)      | 1067              |        |                   | elektrisch     | 01.05.1900            | 15.09.1948  |                            | Straßenbahn St. John’s           |                               |
| Saint Stephen (New Brunswick) | 1435              |        | 11                | elektrisch     | 04.07.1894            | 31.10.1929  |                            | Straßenbahn Calais–Saint Stephen |                               |
| Toronto                       | 1495              |        | 75                | Pferd 600 V GS | 11.09.1861 16.08.1892 |             | Toronto Transit Commission | Straßenbahn Toronto              |                               |
| Toronto                       | 1435              | 2      | 19                | 750 V GS       |                       |             | Toronto Transit Commission | Stadtbahn Toronto                |                               |
| Vancouver                     |                   |        |                   | elektrisch     | 28.06.1890            | 21.04.1955  |                            | Straßenbahn Vancouver            |                               |
| Waterloo (Ontario)            | 1435              |        |                   | 750 V GS       | 20.07.1874            |             | GrandLinq                  | Stadtbahn Waterloo               |                               |
| Windsor                       |                   |        |                   | Pferd          | 20.07.1874            |             |                            |                                  |                               |
| Windsor                       |                   |        |                   | Dampf          |                       |             |                            |                                  |                               |
| Windsor                       |                   |        |                   | elektrisch     |                       | 06.05.1939  |                            |                                  |                               |
| Winnipeg                      | 1435              |        |                   | elektrisch     | 27.01.1891            | 18.09.1955  |                            | Straßenbahn Winnipeg             |                               |

Bestehende Betriebe: Liste von Städten mit Straßenbahnen#Kanada

### Vereinigte Staaten von Amerika

#### A bis D
| Stadt                                         | Spur- weite in mm | Gleise | Netz- länge in km | Antrieb                  | Eröffnung                                   | Stilllegung           | Betreiber                                             | Artikel                                 | Anmerkungen                                                          |
| --------------------------------------------- | ----------------- | ------ | ----------------- | ------------------------ | ------------------------------------------- | --------------------- | ----------------------------------------------------- | --------------------------------------- | -------------------------------------------------------------------- |
| Akron                                         |                   |        |                   |                          | 1883                                        | 1947                  |                                                       | Straßenbahn Akron                       |                                                                      |
| Albia                                         | 1945              |        |                   | elektrisch               | 18.12.1907                                  | 1925                  |                                                       | Straßenbahn Albia                       |                                                                      |
| Aliquippa                                     | 1588              |        | 6,9               | 550 V Gleichstrom        | 01.01.1912                                  | 27.03.1937            | Woodlawn and Southern Street Railway Company          | Straßenbahn Aliquippa–West Economy      |                                                                      |
| Allentown (Pennsylvania)                      | 1435              |        | 64                | 550 V Gleichstrom        | 1898                                        | 1934                  | Allentown and Reading Electric Street Railway Company | Straßenbahn Allentown–Reading           | Überlandstraßenbahn                                                  |
| Altoona (Pennsylvania)                        |                   |        |                   | Pferd                    | 1882                                        |                       |                                                       | Straßenbahn Altoona                     |                                                                      |
| Altoona (Pennsylvania)                        |                   |        |                   | elektrisch               | 04.07.1891                                  | 07.08.1954            |                                                       | Straßenbahn Altoona                     |                                                                      |
| Annapolis–Baltimore                           | 1435              |        |                   | elektrisch               | 1903                                        | 20.8.1935             |                                                       | Straßenbahn Annapolis                   | Überlandstraßenbahn                                                  |
| Ames                                          | 1435              |        |                   | Pferd                    | 1891                                        |                       |                                                       | Straßenbahn Ames                        |                                                                      |
| Ames                                          | 1435              |        |                   | elektrisch               |                                             | 1929                  |                                                       |                                         |                                                                      |
| Ardmore                                       | 1435              |        |                   | elektrisch               | 1906                                        | 1922                  |                                                       | Straßenbahn Ardmore                     |                                                                      |
| Ann Arbor                                     |                   |        |                   |                          | 1890                                        | 1925                  |                                                       | Straßenbahn Ann Arbor                   |                                                                      |
| Aspinwall–Natrona                             | 1588              |        | 32,5              | elektrisch               | 12.04.1893                                  | 22.05.1937            | Allegheny Valley Street Railway                       | Straßenbahn Aspinwall                   |                                                                      |
| Atlanta                                       | 1435              |        | 4,3               | elektrisch               | 30.12.2014                                  |                       |                                                       | Straßenbahn Atlanta                     |                                                                      |
| Augusta (Maine)                               |                   |        |                   | elektrisch ?             | 1890                                        | 1932                  | diverse                                               | Straßenbahn Augusta                     |                                                                      |
| Babylon (New York)                            |                   |        |                   |                          |                                             |                       |                                                       | Straßenbahn Babylon                     |                                                                      |
| Baltimore                                     | 1435              |        |                   |                          | 12.05.1992                                  |                       |                                                       | Stadtbahn Baltimore                     |                                                                      |
| Bangor (Maine)                                | 1435              | 1 2    | 92                | elektrisch               | 21.05.1889                                  | 31.12.1945            | verschiedene                                          | Straßenbahn Bangor (Maine)              |                                                                      |
| Bangor (Pennsylvania)                         |                   |        | 14                | 550 V Gleichstrom        | 1901                                        | September 1927        | verschiedene                                          | Straßenbahn Bangor–Portland             | Überlandstraßenbahn                                                  |
| Bartlesville                                  | 1435              |        |                   | elektrisch               | 14.07.1920                                  | 15.07.1920            |                                                       | Straßenbahn Bartlesvill                 |                                                                      |
| Bath (Maine)                                  |                   |        |                   | elektrisch               | 1893                                        | 15.05.1937            | Lewiston, Brunswick and Bath Street Railway           | Straßenbahn Bath (Maine)                | Stadtlinie wurde zum 1. August 1932 stillgelegt                      |
| Bellows Falls (Vermont)                       |                   | 1      | 10,1              |                          | 01.07.1900                                  | 24.11.1924            | eine Gruppe Unternehmer                               | Straßenbahn Bellows Falls–Saxtons River | Überlandstraßenbahn                                                  |
| Bennington (Vermont)                          | 1422              |        | 14,4 5,5          | Dampf ? elektrisch       | 1873 1894                                   | 1889 25-09-1929       | verschiedene                                          | Straßenbahn Bennington                  |                                                                      |
| Benton (Maine)                                |                   | 1      | 7,72              |                          | 07.12.1898                                  | 1929                  | Benton and Fairfield Railway                          | Straßenbahn Benton–Fairfield            | Bahn stillgelegt 1936                                                |
| Bergen County (New Jersey)                    | 1435              | 1 2    | 80                |                          | 1896                                        | 04.09.1938            |                                                       | Straßenbahn im Bergen County            |                                                                      |
| Berlin (New Hampshire)                        | 1435              | 1      | 12                |                          | 4. Juli 1902                                | 30.11.1938            | Berlin Street Railway Company                         | Straßenbahn Berlin–Gorham               | Überlandstraßenbahn                                                  |
| Berwick (Pennsylvania)                        | 1435              |        |                   |                          | 4. Oktober 1901                             | 25.06.1926            | verschiedene                                          | Straßenbahn Berwick                     | Überlandstraßenbahn                                                  |
| Biddeford                                     |                   |        |                   | Pferd                    | 09.07.1888                                  |                       | Biddeford and Saco Railroad                           | Straßenbahn Biddeford–Old Orchard Beach |                                                                      |
| Biddeford                                     |                   | 1      | 9,2               | 600 V GS                 | 30.05.1892                                  | 05.07.1939            |                                                       | Straßenbahn Biddeford–Old Orchard Beach |                                                                      |
| Bloomsburg (Pennsylvania)                     | 1435              |        |                   | elektrisch               | 30.07.1901                                  | 25.06.1925            | verschiedene                                          | Straßenbahn Bloomsburg                  |                                                                      |
| Boone (Iowa)                                  | 1435              |        |                   | Pferd elektrisch         | 1883 1897                                   | 14.11.1899 19.05.1934 |                                                       | Straßenbahn Boone                       |                                                                      |
| Boston                                        | 1435              |        |                   |                          | 26.03.1856                                  |                       |                                                       | Straßenbahn Boston                      |                                                                      |
| Boston                                        | 1435              |        |                   |                          | 26.03.1856                                  |                       |                                                       | Stadtbahn Boston                        | siehe auch MBTA, Green Line (MBTA), Ashmont–Mattapan High Speed Line |
| Brattleboro (Vermont)                         |                   |        |                   | elektrisch               | 30.07.1895                                  | 29.08.1923            |                                                       | Straßenbahn Brattleboro                 |                                                                      |
| Brunswick (Maine)                             | 1435              |        |                   | elektrisch               | 14.10.1896                                  | 15.05.1937            | verschiedene                                          | Straßenbahn Brunswick (Maine)           |                                                                      |
| Buffalo                                       | 1435              |        |                   |                          | 09.10.1984                                  |                       |                                                       | Stadtbahn Buffalo                       |                                                                      |
| Burlington (Iowa)                             | 1435              |        |                   | Pferd                    | 01.01.1874                                  |                       |                                                       |                                         |                                                                      |
| Burlington (Iowa)                             | 1435              |        |                   | elektrisch               |                                             | 1929                  |                                                       | Straßenbahn Burlington (Iowa)           |                                                                      |
| Burlington (North Carolina)                   |                   |        |                   |                          |                                             |                       |                                                       | Straßenbahn Burlington (North Carolina) |                                                                      |
| Burlington                                    | 1435              |        |                   | Pferd                    | 1885                                        | 1896                  | Winooski and Burlington Horse Railroad Company        | Straßenbahn Burlington (Vermont)        |                                                                      |
| Burlington                                    | 1435              |        |                   | elektrisch               | 1893                                        |                       | Winooski and Burlington Horse Railroad Company        | Straßenbahn Burlington (Vermont)        |                                                                      |
| Burlington                                    | 1435              |        |                   | Pferd                    | 1895                                        |                       | Military Post Street Railway                          | Straßenbahn Burlington (Vermont)        |                                                                      |
| Burlington                                    | 1435              |        |                   | elektrisch               | 1896                                        | 1927                  | Military Post Street Railway                          | Straßenbahn Burlington (Vermont)        |                                                                      |
| Calais (Maine)                                | 1435              |        | 11                |                          | 04.07.1894                                  | 31.10.1929            | Calais Street Railway                                 | Straßenbahn Calais–Saint Stephen        |                                                                      |
| Cambria County                                | 1435              |        | 20                | 600 V GS                 | 05.02.1906                                  | 31.07.1926            | Northern Cambria Railway                              |                                         |                                                                      |
| Camden/Trenton                                | 1435              |        |                   |                          | 14.03.2004                                  |                       |                                                       | Straßenbahn Camden                      | siehe auch River Line                                                |
| Canton                                        |                   |        |                   |                          | 1884                                        | 1931                  |                                                       | Straßenbahn Canton                      |                                                                      |
| Cedar Falls                                   | 1435              |        |                   | Benzin                   | 1891                                        | 1898                  |                                                       | Straßenbahn Cedar Falls                 |                                                                      |
| Cedar Rapids–Marion                           | 1435              |        |                   | Pferd Dampf elektrisch   | 1880 13.08.1904                             | 13.11.1937 30.05.1953 |                                                       | Straßenbahn Cedar Rapids                | Überlandstraßenbahn                                                  |
| Centerville                                   | 1219 1435         |        |                   | Pferd Dampf elektrisch   | 1887                                        | 1933                  |                                                       | Straßenbahn Centerville                 |                                                                      |
| Chester (New Hampshire)                       |                   | 1      | 12,5              | elektrisch               | 01.10.1896                                  | 04.06.1928            |                                                       | Straßenbahn Chester–Derry               | Überlandstraßenbahn                                                  |
| Chickasha                                     | 1435              |        |                   | elektrisch               | 12.07.1910                                  | 07.08.1927            |                                                       | Straßenbahn Chickasha                   |                                                                      |
| Champaign                                     |                   |        |                   |                          | 1863                                        | 1936                  |                                                       | Straßenbahn Champaign                   |                                                                      |
| Charleston (West Virginia)                    |                   |        |                   | Pferd elektrisch         | 1888 1898                                   | 28-06-1939            | verschiedene                                          | Straßenbahn Charleston (West Virginia)  |                                                                      |
| Charlestown (New Hampshire)                   | 1435              |        | 16,5              | elektrisch               | 04-08-1897                                  | Januar 1947           | verschiedene                                          | Straßenbahn Charlestown–Springfield     |                                                                      |
| Charlotte (North Carolina)                    | 1435              |        |                   | elektrisch               | 1891                                        | 1938                  |                                                       | Straßenbahn Charlotte                   |                                                                      |
| Charlotte (North Carolina)                    | 1435              |        |                   | elektrisch               | 24.11.2007                                  | (noch in Betrieb)     | Charlotte Area Transit System                         | Stadtbahn Charlotte                     |                                                                      |
| Charlotte (North Carolina)                    | 1435              |        |                   | elektrisch               | 24.11.2007                                  | (noch in Betrieb)     | Charlotte Area Transit System                         | Stadtbahn Charlotte                     |                                                                      |
| Charlotte (North Carolina)                    | 1435              |        |                   | elektrisch               | 30-08-1996                                  | 28-06-2010            | verschiedene                                          | Charlotte Trolley                       |                                                                      |
| Chicago                                       |                   |        |                   |                          | 1859                                        | 21.06.1958            |                                                       | Straßenbahn Chicago                     |                                                                      |
| Cincinnati                                    | 1435 1588         |        |                   |                          | 1859                                        | 29.04.1951            |                                                       | Straßenbahn Cincinnati                  |                                                                      |
| Cincinnati                                    | 1435              |        | 5,8 km            | 750 V                    | 09.09.2016                                  |                       |                                                       | Straßenbahn Cincinnati                  | Cincinnati Bell Connector                                            |
| Cleveland                                     |                   |        |                   |                          | 1860                                        | 23.01.1954            |                                                       | Straßenbahn Cleveland                   | Stadtbahn mit straßenbahnähnlichen Abschnitten (nach Shaker Heights) |
| Cleveland                                     | 1435              |        |                   |                          | 26.07.1884                                  |                       |                                                       | Stadtbahn Cleveland                     |                                                                      |
| Clinton (Iowa)                                | 1435              |        |                   | Pferd                    | 06.11.1869                                  |                       |                                                       |                                         |                                                                      |
| Clinton (Iowa)                                | 1435              |        |                   | elektrisch               |                                             | 25.05.1937            |                                                       | Straßenbahn Clinton (Iowa)              |                                                                      |
| Clinton (Iowa) – Davenport (Iowa) – Muscatine | 1435              |        |                   | elektrisch               | 20.11.1904                                  | 31.03.1940            |                                                       |                                         | Überlandstraßenbahn                                                  |
| Clinton (Oklahoma)                            | 1435              |        |                   | Benzin                   | 1909                                        |                       |                                                       |                                         |                                                                      |
| Clinton (Oklahoma)                            | 1435              |        |                   | elektrisch               |                                             | 27.08.1914            |                                                       | Straßenbahn Clinton (Oklahoma)          |                                                                      |
| Colfax (Iowa)                                 | 1435              |        |                   | elektrisch               | 1909                                        | 1920                  |                                                       | Straßenbahn Colfax                      |                                                                      |
| Columbus (Ohio)                               | 1435 1588         |        |                   |                          | 1891                                        | 04.09.1948            |                                                       | Straßenbahn Columbus                    | Straßenbahn in Projektsphase                                         |
| Concord (New Hampshire)                       | 914 1435          |        |                   | Pferd Dampf elektrisch   | 25-04-1881 17-04-1885 21-11-1890 11-08-1902 | 05-05-1933            |                                                       | Straßenbahn Concord (New Hampshire)     | Interurban                                                           |
| Dallas                                        | 1435              |        |                   |                          | 22.07.1989                                  |                       |                                                       | Stadtbahn Dallas                        | siehe auch DART                                                      |
| Dallas                                        | 1435              |        | 3,94 km           |                          | 13-04-2015                                  |                       |                                                       | Straßenbahn Dallas                      |                                                                      |
| Davenport (Iowa)                              | 1435              |        |                   | Pferd                    | 01.03.1869                                  |                       |                                                       | Straßenbahn Davenport                   |                                                                      |
| Davenport (Iowa)                              | 1435              |        |                   | Dampf                    |                                             |                       |                                                       |                                         |                                                                      |
| Davenport (Iowa)                              | 1435              |        |                   | elektrisch               |                                             | 15.04.1940            |                                                       |                                         |                                                                      |
| Dayton (Ohio)                                 |                   |        |                   |                          | 1870                                        | 28.09.1947            |                                                       | Straßenbahn Dayton                      |                                                                      |
| Delaware County (Pennsylvania)                | 1581              | 2      | 19,2              | elektrisch               | 15-03-1906                                  | (noch in Betrieb)     | SEPTA                                                 | Straßenbahn im Delaware County          |                                                                      |
| Denver                                        | 1435              |        | 76                | 750 V GS                 | 07-10-1994                                  |                       |                                                       | Stadtbahn Denver                        |                                                                      |
| Des Moines                                    | 1435              |        |                   | Pferd                    | 11.01.1868                                  |                       |                                                       |                                         |                                                                      |
| Des Moines                                    | 1435              |        |                   | elektrisch               |                                             | 06.03.1951            |                                                       | Straßenbahn Des Moines                  |                                                                      |
| Detroit                                       |                   |        |                   |                          | 1863                                        | 08.04.1956            |                                                       | Straßenbahn Detroit                     |                                                                      |
| Dover (New Hampshire)                         |                   |        |                   |                          | 18__                                        |                       | Portsmouth, Dover and York Street Railway             | Straßenbahn Dover (New Hampshire)       |                                                                      |
| Dubuque                                       | 1435              |        |                   | 2 Pferd Dampf elektrisch | 3.05.1868                                   | 24.07.1932            |                                                       | Straßenbahn Dubuque                     |                                                                      |

#### E bis H
| Stadt                          | Spur- weite in mm | Gleise | Netz- länge in km | Antrieb          | Eröffnung             | Stilllegung   | Betreiber                         | Artikel                           | Anmerkungen                                                                                      |
| ------------------------------ | ----------------- | ------ | ----------------- | ---------------- | --------------------- | ------------- | --------------------------------- | --------------------------------- | ------------------------------------------------------------------------------------------------ |
| East St. Louis                 |                   |        |                   |                  | 1891                  | 1935          |                                   |                                   |                                                                                                  |
| El Paso (Texas)                | 1435              |        |                   | Maultiere        | 1881                  | 1902          |                                   |                                   |                                                                                                  |
| El Paso (Texas)                | 1435              |        |                   | elektrisch       | 1902                  | 1947          |                                   |                                   |                                                                                                  |
| El Paso (Texas)– Ciudad Juárez | 1435              |        |                   | elektrisch       | 1902                  | 1974          |                                   |                                   | grenzüberschreitende Linie                                                                       |
| El Paso (Texas)                | 1435              | 1      | 7,7               | elektrisch       | 09.11.2018            |               |                                   | Straßenbahn El Paso               |                                                                                                  |
| El Reno                        | 1435              |        |                   | Benzin           |                       |               |                                   |                                   | Überlandstrecke nach Oklahoma City                                                               |
| El Reno                        | 1435              |        |                   | elektrisch       |                       | 06.11.1946    |                                   | Straßenbahn El Reno               | Überlandstrecke nach Oklahoma City                                                               |
| Enid                           | 1435              |        |                   | elektrisch       | 03.06.1907            | 31.08.1929    |                                   | Straßenbahn Enid                  | Der Stadtrat von Enid erklärte zwei Tage vor der Einstellung den Straßenbahnverkehr für illegal. |
| Fairfield (Maine)              | 1435              |        | 5,0               |                  | 1907                  | 23.07.1927    | Fairfield and Shawmut Railway     | Straßenbahn Fairfield–Shawmut     |                                                                                                  |
| Flint                          |                   |        |                   |                  | 1903                  | 1936          |                                   | Straßenbahn Flint                 |                                                                                                  |
| Fort Dodge                     | 1435              |        |                   | elektrisch       | 1896                  | 14.11.1925    |                                   | Straßenbahn Fort Dodge            |                                                                                                  |
| Fort Dodge–Des Moines          | 1435              |        |                   | elektrisch       | 1906                  | 31.08.1955    |                                   |                                   | Überlandstraßenbahn mit mehreren Zweigstrecken                                                   |
| Fort Madison                   | 1435              |        |                   | Pferd            | 1888                  |               |                                   |                                   |                                                                                                  |
| Fort Madison                   | 1435              |        |                   | Dampf            |                       |               |                                   |                                   |                                                                                                  |
| Fort Madison                   | 1435              |        |                   | elektrisch       |                       | 1929          |                                   | Straßenbahn Fort Madison          |                                                                                                  |
| Fort Wayne                     |                   |        |                   |                  | 1872                  | 27.06.1947    |                                   | Straßenbahn Fort Wayne            |                                                                                                  |
| Fort Worth                     |                   |        |                   |                  | 12.02.1963            | 30.08.2002    |                                   | Leonard’s Subway                  |                                                                                                  |
| Fryeburg                       | 1435              |        | 4,5               | Pferd            | 18.05.1888            | 1913          |                                   | Straßenbahn Fryeburg              |                                                                                                  |
| Fulton County                  |                   |        |                   | elektrisch       | 9. Okt. 1903          | 25. Juli 1928 | Illinois Central Electric Railway |                                   |                                                                                                  |
| Gary                           |                   |        |                   |                  | 1908                  | 1947          |                                   | Straßenbahn Gary                  |                                                                                                  |
| Goffstown                      | 1435              | 1      | 4                 | elektrisch       | 15-09-1905            | 08-01-1938    |                                   | Uncanoonuc Incline Railway        |                                                                                                  |
| Grand Rapids                   |                   |        |                   |                  | 1865                  | 1935          |                                   | Straßenbahn Grand Rapids          |                                                                                                  |
| Green Bay                      |                   |        |                   |                  | 1894                  | 1937          |                                   | Straßenbahn Green Bay             |                                                                                                  |
| Guthrie                        | 1435              |        |                   | elektrisch       | 26.05.1905            | 09.11.1946    |                                   |                                   | Überlandstrecke nach Oklahoma City                                                               |
| Hamilton (Illinois)            |                   |        |                   |                  | 15.05.1874            | 06.04.1951    |                                   | Straßenbahn Hamilton (Illinois)   |                                                                                                  |
| Hammond                        |                   |        |                   |                  | 1892                  | 1940          |                                   | Straßenbahn Hammond               |                                                                                                  |
| Honolulu                       | 1435              |        |                   |                  | in Bau                |               |                                   | Stadtbahn Honolulu                |                                                                                                  |
| Houston                        |                   |        |                   |                  | 02.05.1874            | 09.06.1940    |                                   | Straßenbahn Houston               | 2004 wiedereröffnet (1435 mm)                                                                    |
| Houston                        | 1435              | 2      | 38,3              | 600/750 V        | 01.01.2004            |               |                                   | Stadtbahn Houston                 |                                                                                                  |
| Huntington (New York)          | 1435              | 1      | 30                | Pferd elektrisch | 19-07-1890 17-06-1898 | 15-08-1927    |                                   | Straßenbahn Huntington–Amityville | Überlandstraßenbahn                                                                              |

#### I bis L
| Stadt                   | Spur- weite in mm | Gleise | Netz- länge in km | Antrieb                | Eröffnung                        | Stilllegung          | Betreiber                                                | Artikel                  | Anmerkungen                                                                       |
| ----------------------- | ----------------- | ------ | ----------------- | ---------------------- | -------------------------------- | -------------------- | -------------------------------------------------------- | ------------------------ | --------------------------------------------------------------------------------- |
| Independence            | 1435              |        |                   | elektrisch             | 21.08.1892                       | 14.08.1907           |                                                          |                          |                                                                                   |
| Indianapolis            |                   |        |                   |                        | 1864                             | 09.01.1953           |                                                          | Straßenbahn Indianapolis |                                                                                   |
| Iowa City               | 1435              |        |                   | elektrisch             | 01.11.1910                       | 16.08.1930           |                                                          | Straßenbahn Iowa         | siehe auch Cedar Rapids–Iowa City                                                 |
| Jersey City             | 1435              |        |                   | 750 V GS               | 15.04.2000                       |                      |                                                          | Hudson-Bergen Light Rail |                                                                                   |
| Kalamazoo               |                   |        |                   |                        | 1885                             | 1932                 |                                                          | Straßenbahn Kalamazoo    |                                                                                   |
| Kankakee                |                   |        |                   |                        |                                  |                      |                                                          | Straßenbahn Kankakee     |                                                                                   |
| Kansas City             | 1435              |        | 3,6               | elektrisch 750 V =     | 1870 06.05.2016                  | 1957 0               |                                                          | Straßenbahn Kansas City  |                                                                                   |
| Kenosha                 | 1435              |        | 3,2               | 600 V GS Oberleitung   | 01-02-1903 17-06-2000            | 15-02-1932 heute     | Kenosha Transit                                          | Straßenbahn Kenosha      | Museumlinie seit 2000, Erweiterungen geplant                                      |
| Keokuk                  | 1435              |        |                   | Pferd                  | 1883                             |                      |                                                          | Straßenbahn Keokuk       | seit 1890 Überlandstrecke nach Hamilton                                           |
| Keokuk                  | 1435              |        |                   | elektrisch             |                                  | 15.05.1928           |                                                          |                          | seit 1890 Überlandstrecke nach Hamilton                                           |
| Laconia (New Hampshire) | 914 1435          | 1      | 3,3 13,45         | Pferd elektrisch       | August 1882 Sept. 1898 Juni 1903 | 09-08-1925           |                                                          | Straßenbahn Laconia      |                                                                                   |
| Lafayette               |                   |        |                   |                        | 1869                             | 1940                 |                                                          | Straßenbahn Lafayette    |                                                                                   |
| Lansing                 |                   |        |                   |                        | 1886                             | 1933                 |                                                          | Straßenbahn Lansing      |                                                                                   |
| Lawton–Fort Sill        | 1435              |        |                   | elektrisch             | 11.07.1914                       | 11.11.1927           |                                                          |                          | Überlandstraßenbahn                                                               |
| Lincoln (Nebraska)      | 1435              |        |                   | elektrisch             |                                  | 1946                 |                                                          | Straßenbahn Lincoln      |                                                                                   |
| Little Rock             |                   |        |                   | Pferd Dampf elektrisch | 1876 1888 1891-12-23             | 1895 1889 1947-09-01 |                                                          | Straßenbahn Little Rock  |                                                                                   |
| Little Rock             | 1435              |        | 5,5               | 600 V GS               | 01-11-2004                       |                      |                                                          | River Rail Streetcar     |                                                                                   |
| Los Angeles             | 1067 1435         |        |                   | elektrisch             | 1901                             | 1963 1961            | Los Angeles Railway (LARy) Pacific Electric Railway (PE) | Straßenbahn Los Angeles  | teilweise als Überlandstraßenbahn gebaut, Neubaustrecke teilweise als Schnellbahn |
| Los Angeles             | 1435              |        |                   |                        | 14.07.1990                       |                      |                                                          | Los Angeles Metro Rail   |                                                                                   |
| Louisville (Kentucky)   | 1524              |        |                   |                        | 864                              | 01.05.1948           |                                                          | Straßenbahn Louisville   |                                                                                   |

#### M bis P
| Stadt                               | Spur- weite in mm | Gleise | Netz- länge in km | Antrieb                       | Eröffnung                                | Stilllegung                | Betreiber                                                 | Artikel                                 | Anmerkungen |
| ----------------------------------- | ----------------- | ------ | ----------------- | ----------------------------- | ---------------------------------------- | -------------------------- | --------------------------------------------------------- | --------------------------------------- | --- |
| Madison                             |                   |        |                   |                               | 1884                                     | 1935                       |                                                           | Straßenbahn Madison                     | |
| Manchester (New Hampshire)          | 914 1435          |        |                   | Pferd elektrisch              | 15-09-1877 __-08-1895                    | 26-05-1940                 | Manchester Horse Railroad Manchester Street Railway       | Straßenbahn Manchester (New Hampshire)  | Interurban |
| Marshalltown                        | 1219 1435         |        |                   | Pferd elektrisch              | 01.12.1882 31.12.1892                    | 1892 31.08.1928            |                                                           | Straßenbahn Marshalltown                | obere und untere Zeile sind jeweils zusammenhängend |
| Mason City–Clear Lake               | 1435              |        |                   | elektrisch                    | 03.07.1897                               | 30.08.1936                 |                                                           |                                         | Überlandstraßenbahn |
| McAlester–Alderson                  | 1435              |        |                   | elektrisch                    | 15.09.1903                               | 27.04.1947                 |                                                           |                                         | Überlandstraßenbahn |
| Memphis (Tennessee)                 | 1435              | 1 2    | 43 82             | Dampf elektrisch              | 1895                                     | 1947                       | Memphis Street Railway Company                            | Straßenbahn Memphis (Tennessee)         | Streckenlänge von 1911 |
| Memphis (Tennessee)                 | 1435              |        | 13,3              | 600 V GS                      | 29.04.1993                               |                            |                                                           | Straßenbahn Memphis (Tennessee)         | siehe auch MATA Trolley |
| Miami                               | 1435              |        |                   | Benzin                        | 1908                                     |                            |                                                           |                                         | |
| Miami                               | 1435              |        |                   | elektrisch                    | 1908                                     |                            |                                                           | Straßenbahn Miami (Oklahoma)            | |
| Milwaukee                           |                   |        |                   |                               | 1860                                     | 02.03.1958                 |                                                           | Straßenbahn Milwaukee                   | Neubaustrecke teilweise als Schnellbahn |
| Minneapolis/St. Paul                | 1435              |        |                   | Kabel                         | 1872                                     |                            |                                                           |                                         | 2004 wiedereröffnet (1435 mm) |
| Minneapolis/St. Paul                | 1435              |        |                   | elektrisch                    |                                          | 18.06.1954                 |                                                           |                                         | 2004 wiedereröffnet (1435 mm) |
| Minneapolis                         | 1435              |        |                   |                               | 26.06.2004                               |                            |                                                           | Straßenbahn Minneapolis                 | |
| Montpelier (Vermont)                | 1435              |        | 14,95             | elektrisch                    | 29-06-1898                               | November 1927              |                                                           | Straßenbahn Montpelier–Barre            | Überlandstraßenbahn |
| Morris County (New Jersey)          | 1435              |        | 80                | elektrisch                    | 01-07-1904                               | 05-02-1928                 |                                                           | Straßenbahn im Morris County            | |
| Muscatine                           | 1435              |        |                   | Pferd                         | 11.06.1883                               |                            |                                                           |                                         | |
| Muscatine                           | 1435              |        |                   | elektrisch                    |                                          | 17.03.1929                 |                                                           | Straßenbahn Muscatine                   | |
| Muskogee                            | 1435              |        |                   | Akku                          |                                          |                            |                                                           |                                         | |
| Muskogee                            | 1435              |        |                   | elektrisch                    |                                          | 09.03.1933                 |                                                           | Straßenbahn Muskogee                    | |
| Newark                              | 1435              |        |                   |                               | 26.05.1935                               |                            |                                                           | Straßenbahn Newark                      | |
| New Orleans                         | 1435 1587         |        |                   | Dampf elektrisch              | 13.01.1835 1895                          | heute                      |                                                           | Straßenbahn New Orleans                 | siehe auch RTA New Orleans |
| New York                            | 1435              |        |                   | Pferd                         | 6.11.1832                                | 1915                       | New York and Harlem Railroad                              | Straßenbahn New York                    | erste Straßenbahn weltweit |
| New York                            | 1435              |        |                   | Dampf                         |                                          |                            |                                                           |                                         | siehe auch: New York and Harlem Railroad |
| New York                            | 1435              |        |                   | Kabel                         |                                          |                            |                                                           |                                         | |
| New York                            | 1435              |        |                   | elektrisch                    |                                          | 1957                       |                                                           | u. a. Queensboro Bridge Trolley Shuttle | erste Straßenbahn weltweit |
| Norristown                          |                   |        |                   |                               |                                          |                            | Roxborough, Chestnut Hill and Norristown Traction Company | Straßenbahn Norristown                  | siehe auch SEPTA Route 100 |
| Northern Illinois (Illinois Valley) |                   |        |                   |                               |                                          |                            |                                                           |                                         | |
| Northampton County (Pennsylvania)   | 1435              |        | 33                |                               | 18-05-1902                               | 28-02-1933                 | Northampton Transit Company                               |                                         | |
| Nowata                              | 1435              |        |                   | elektrisch                    | 14.07.1908                               | 04.04.1948                 |                                                           | Straßenbahn Nowata                      | |
| Norway (Maine)                      | 1435              | 1      | 3,43              | elektrisch                    | 01/07/1895                               | 05/10/1918                 |                                                           | Straßenbahn Norway–South Paris          | |
| Oklahoma City                       | 1435              |        |                   | elektrisch                    | 07.02.1903                               | 27.09.1947                 |                                                           |                                         | mehrere Überlandstrecken |
| Oklahoma City                       | 1435              | 1      | 7,5               | elektrisch                    | 14.12.2018                               |                            |                                                           | Straßenbahn Oklahoma City               | |
| Okmulgee                            | 1435              |        |                   | elektrisch                    | 1911                                     | 1920                       |                                                           | Straßenbahn Okmulgee                    | |
| Omaha                               | 1435              |        |                   | Pferd                         | 1867                                     |                            |                                                           |                                         | mehrere Überlandstrecken |
| Omaha                               | 1435              |        |                   | elektrisch                    |                                          | 1948                       |                                                           | Straßenbahn Omaha                       | mehrere Überlandstrecken |
| Ontario (Kalifornien)               | 1435              |        | 13,6              | Pferd und Maultier elektrisch | 14-08-1888 24-09-1895                    | 1933                       | Ontario and San Antonio Heights Railroad Company          | Straßenbahn Ontario (Kalifornien)       | |
| Oskaloosa                           | 1219 1435         |        |                   | Pferd elektrisch              | 1880                                     | 1926                       |                                                           | Straßenbahn Oskaloosa                   | |
| Orange (New Jersey)                 | 1588 1435         | 1      |                   | elektrisch Pferd elektrisch   | 16-04-1887 1887/88 __-12-1889 30-03-1894 | 23-09-1887 01-05-1890 1929 |                                                           | Straßenbahn Orange                      | 1887sowie 1889/90 Versuchsbetrieb, Umspurung 1898/99 |
| Orange (New Jersey)                 | 1435              |        |                   | 550 V GS                      | 12-10-1895                               | 02-08-1927                 |                                                           | Straßenbahn West Orange–South Orange    | |
| Orange (New Jersey), West Orange    | 1435              | 2 1    | 2 2,5             | elektrisch 550 V GS           | 1906 1908                                | 1906 14-06-1914            |                                                           | Bergbahnen am Orange Mountain           | |
| Ottumwa                             | 1435              |        |                   | Pferd                         | 1881                                     |                            |                                                           |                                         | |
| Ottumwa                             | 1435              |        |                   | elektrisch                    |                                          | 12.04.1930                 |                                                           | Straßenbahn Ottumwa                     | |
| Patchogue (New York)                | 1435              |        | 18,5              |                               | 1. Juli 1911                             | 10-10-1919                 |                                                           | Straßenbahn Patchogue                   | |
| Peoria                              |                   |        |                   |                               | 1870                                     | 1946                       |                                                           | Straßenbahn Peoria                      | |
| Paterson (New Jersey)               | 1435              |        |                   |                               |                                          |                            |                                                           | Straßenbahn Paterson                    | |
| Phoenix                             | 1435              |        |                   |                               | 2008                                     |                            |                                                           | Valley Metro Rail                       | |
| Phoenix                             |                   |        |                   |                               |                                          |                            |                                                           | Straßenbahn Phoenix                     | |
| Phillipsburg (New Jersey)           | 1422              |        |                   | Pferd elektrisch              | 1871 1894                                |                            |                                                           | Straßenbahn Phillipsburg (New Jersey)   | |
| Phillipsburg (New Jersey)           | 1435              |        |                   | Pferd elektrisch              | 1906                                     | 26-01-1925                 |                                                           | Straßenbahn Phillipsburg–Port Murray    | |
| Philadelphia                        | 1435 1581         |        |                   |                               | 21.01.1858                               |                            |                                                           | Straßenbahn Philadelphia                | siehe auch Girard Avenue Line, Subway–Surface Trolley Lines, Fairmount Park Trolley |
| Pittsburgh                          | 1581              |        |                   |                               | Juni 1859                                |                            |                                                           | Straßenbahn Pittsburgh                  | Private Durchführung durch die Pittsburgh Railways Company mit Überlandlinien bis 1964, danach (erzwungene) Überführung in kommunale Trägerschaft der Port Authority of Allegheny County (PATransit, PAT). Verschlankung auf zwei modernisierte Hauptlinien in die südlichen Vororte ab 1984. |
| Portland (Maine)                    | 1435              | 2      |                   | Pferd                         | 12.10.1863                               | Frühjahr 1896              |                                                           | Straßenbahn Portland (Maine)            | |
| Portland (Maine)                    | 1435              | 2      | 164               | elektrisch                    | 02.07.1891                               | 03.05.1941                 |                                                           |                                         | |
| Portland (Maine)                    |                   |        |                   | elektrisch                    | 29-06-1914                               | 29-06-1933                 | Portland–Lewiston Interurban Railroad                     |                                         | Interurban |
| Portland (Oregon)                   | 1435              |        |                   | 750 V GS                      | 10.09.2001                               |                            | Trimet                                                    | Straßenbahn Portland (Oregon)           | |
| Portsmouth (New Hampshire)          |                   |        |                   | elektrisch                    | 01.07.1899                               | 15-05-1925                 |                                                           |                                         | |

#### R bis T
| Stadt                   | Spur- weite in mm | Gleise | Netz- länge in km | Antrieb             | Eröffnung             | Stilllegung      | Betreiber                                          | Artikel                            | Anmerkungen                                              |
| ----------------------- | ----------------- | ------ | ----------------- | ------------------- | --------------------- | ---------------- | -------------------------------------------------- | ---------------------------------- | -------------------------------------------------------- |
| Racine                  |                   |        |                   |                     | 1883                  | 1940             |                                                    | Straßenbahn Racine                 |                                                          |
| Red Oak                 |                   |        |                   | Pferd               | 1892                  | 1901             |                                                    | Straßenbahn Red Oak                |                                                          |
| Richmond (Virginia)     |                   |        |                   | Pferd Dampf         | 1860 1866             | 1901 1875        |                                                    |                                    |                                                          |
| Richmond (Virginia)     |                   |        |                   | elektrisch          | Januar 1888           | nach 1945        |                                                    | Straßenbahn Richmond (Virginia)    |                                                          |
| Rockford                |                   |        |                   |                     | 1881                  | 1936             |                                                    | Straßenbahn Rockford               |                                                          |
| Rockland (Maine)        |                   |        | 6,31              | elektrisch          | 1905                  | 1918             | Rockland, South Thomaston and Saint George Railway | Straßenbahn Rockland               | siehe auch Rockland, Thomaston and Camden Street Railway |
| Rutherford (New Jersey) | 1435 ?            |        | 1,5               | Pferd               | 07.09.1891            | 1896             |                                                    | Straßenbahn im Bergen County       | Abbau Juli 1897                                          |
| Rutland (Vermont)       |                   | 1      | 55                | Pferd elektrisch    | 13.12.1885 26-11-1894 | 26-12-1924       |                                                    | Straßenbahn Rutland                |                                                          |
| Sacramento              | 1435              |        |                   |                     | 12.03.1987            |                  |                                                    | Stadtbahn Sacramento               |                                                          |
| Salt Lake City          | 1435              |        |                   |                     | 04.12.1999            |                  |                                                    | Straßenbahn Salt Lake City         |                                                          |
| Sand Springs            | 1435              |        |                   | Benzin elektrisch   | 1911                  | 02.01.1955       |                                                    | Straßenbahn Sand Spings            | Überlandstrecke nach Tulsa                               |
| St. Albans (Vermont)    | 1435              | 1      |                   |                     | 4. Juli 1901          | 11-11-1921       |                                                    | Straßenbahn St. Albans (Vermont)   |                                                          |
| St. Louis               | 1473              |        |                   |                     | 1859                  | 21.06.1966       |                                                    | Straßenbahn St. Louis              | 1993 wiedereröffnet (1435 mm)                            |
| St. Louis               | 1435              |        | 74                | 750 V GS            | 31.07.1993            |                  |                                                    | Stadtbahn St. Louis                |                                                          |
| San Diego               |                   |        |                   |                     |                       | 1949             |                                                    | Straßenbahn San Diego              |                                                          |
| San Diego               | 1435              |        | 86,1              |                     | 26.07.1981            |                  |                                                    | Stadtbahn Diego                    |                                                          |
| San Francisco           | 1067              | 2      |                   | 500 V GS            | 01-09-1873            |                  |                                                    | Straßenbahn San Francisco          |                                                          |
| San Francisco           | 1435              |        |                   |                     | 04.07.1860            |                  |                                                    |                                    | siehe auch F Market & Wharves                            |
| San José (Kalifornien)  | 1435              |        | 68                | 750 V GS            | 11.12.1987            |                  | Santa Clara Valley Transportation Authority        | Stadtbahn San José                 |                                                          |
| Sapulpa                 | 1435              |        |                   | elektrisch          | 1908                  | 1933             |                                                    | Straßenbahn Sapulpa                | Überlandstrecke nach Tulsa                               |
| Seattle                 | 1435              |        |                   | Pferd               | 23.09.1884            | ?                |                                                    | Straßenbahn Seattle                |                                                          |
| Seattle                 | 1435              |        |                   | Kabel               | 28.09.1888            | 10.08.1940       |                                                    | Straßenbahn Seattle                |                                                          |
| Seattle                 | 1435              |        |                   | elektrisch          | 30.03.1889            | 13.04.1941       |                                                    | Straßenbahn Seattle                |                                                          |
| Seattle                 | 1435              |        | 3,2               | elektrisch          | 29.05.1982            | 18.11.2005       | King County Metro                                  | Straßenbahn Seattle                | Waterfront Streetcar                                     |
| Seattle                 | 1435              |        | 2,1               | 750 V GS            | 12.12.2007            |                  | King County Metro                                  | Straßenbahn Seattle                |                                                          |
| Seattle                 | 1435              |        |                   | 18.07.2009          |                       |                  |                                                    | Stadtbahn Seattle                  |                                                          |
| Shawnee                 | 1435              |        |                   | elektrisch          | 1905                  | 1927             |                                                    | Straßenbahn Shawnee                | Überlandstrecke nach Tecumseh                            |
| Sioux City              | 1219 1435         |        |                   | Pferd               | 04.07.1884            |                  |                                                    |                                    |                                                          |
| Sioux City              | 1219 1435         |        |                   | Dampf               |                       |                  |                                                    |                                    |                                                          |
| Sioux City              | 1219 1435         |        |                   | Kabel               |                       |                  |                                                    |                                    |                                                          |
| Sioux City              | 1219 1435         |        |                   | elektrisch          |                       | 1948             |                                                    | Straßenbahn Sioux City             |                                                          |
| Skowhegan               |                   |        |                   | elektrisch          | 06-06-1896            | Mai 1928         |                                                    | Straßenbahn Skowhegan–Madison      | Überlandstraßenbahn                                      |
| Skowhegan               | 1435              |        | 9,25              | elektrisch          | 14-10-1894            | Herbst 1903      |                                                    | Straßenbahn Skowhegan–Norridgewock | Überlandstraßenbahn                                      |
| South Bend              |                   |        |                   |                     | 1885                  | 15.06.1940       |                                                    | Straßenbahn South Bend             |                                                          |
| Springfield             |                   |        |                   |                     | 1865                  | 1937             |                                                    | Straßenbahn Springfield            |                                                          |
| Tacoma                  | 1435              |        | 2,6               | 750 V GS            | 22.08.2003            |                  | Sound Transit                                      | Straßenbahn Tacoma                 |                                                          |
| Tama–Toledo (Iowa)      | 1435              |        |                   | elektrisch          | 04.07.1894            | 17.06.1925       |                                                    | Straßenbahn Tama                   |                                                          |
| Tampa                   | 1435              |        | 4,35              | elektrisch 600 V GS | 1892 19-10- 2002      | 03-08-1946 heute |                                                    | Straßenbahn Tampa                  |                                                          |
| Toledo (Ohio)           |                   |        |                   |                     | 1885                  | 1949             |                                                    | Straßenbahn Toledo                 |                                                          |
| Tucson                  | 1435              |        | 6,3               | 750 V GS            | 25-07-2014            |                  |                                                    | Straßenbahn Tucson                 |                                                          |
| Tulsa                   | 1435              |        |                   | elektrisch          | 27.05.1907            | 06.02.1936       |                                                    | Straßenbahn Tulsa                  | mehrere Überlandstrecken                                 |

#### U bis Z
| Stadt               | Spur- weite in mm | Gleise | Netz- länge in km | Antrieb             | Eröffnung             | Stilllegung      | Betreiber | Artikel                     | Anmerkungen                       |
| ------------------- | ----------------- | ------ | ----------------- | ------------------- | --------------------- | ---------------- | --------- | --------------------------- | --------------------------------- |
| Washington, D.C.    | 1435              |        |                   | Pferd               | 17. Mai 1862          | ?                |           |                             |                                   |
| Washington, D.C.    | 1435              |        |                   | Kabel               |                       |                  |           |                             |                                   |
| Washington, D.C.    | 1435              |        |                   | elektrisch 750 V GS | 17-10-1888 27-02-2016 | 28.01.1962 heute |           | Straßenbahn Washington      | http://www.dullesmetro.com/about/ |
| Waterbury (Vermont) | 1435              | 1      | 19,26             | elektrisch          | 18.12.1897            | 2. Mai 1932      |           | Straßenbahn Waterbury–Stowe | Überlandstraßenbahn               |
| Waterloo (Iowa)     | 914 1435          |        |                   | Pferd elektrisch    | 4.12.1897             | 31.07.1958       |           | Straßenbahn Waterloo        | Überlandstrecke nach Cedar Rapids |
| Waterville (Maine)  |                   |        | 16,51             | Pferd elektrisch    | 23-06-1888 20-07-1892 | 10-10-1937       |           | Straßenbahn Waterville      |                                   |
| Wilkes-Barre        |                   |        | ca. 10            | Pferd               | 25. Juni 1866         | 1893             |           | Straßenbahn Wilkes-Barre    |                                   |
| Wilkes-Barre        | 1435              |        | ca. 160           | elektrisch          | 31. März 1888         | 15. Oktober 1950 |           | Straßenbahn Wilkes-Barre    |                                   |

Bestehende Betriebe: Liste von Städten mit Straßenbahnen#Vereinigte Staaten

### Mexiko
Bemerkung: In Mexiko gab es gegen 1910 über 1000 Pferdebahnbetriebe, bei denen von vielen weder das Eröffnungsdatum, noch das Einstellungsdatum bekannt sind. Nur 17 dieser Betriebe wurden elektrifiziert.
| Stadt                              | Spur- weite in mm | Gleise | Netz- länge in km | Antrieb    | Eröffnung  | Stilllegung | Betreiber | Artikel | Anmerkungen                        |
| ---------------------------------- | ----------------- | ------ | ----------------- | ---------- | ---------- | ----------- | --------- | ------- | ---------------------------------- |
| Aguascalientes                     |                   |        |                   | elektrisch | 05.05.1904 | 1935        |           |         |                                    |
| Alamo                              |                   |        |                   |            |            |             |           |         |                                    |
| Atlixco                            |                   |        |                   |            |            |             |           |         |                                    |
| Campeche                           |                   |        |                   | Benzin     |            | 1941        |           |         |                                    |
| Celaya                             |                   |        |                   | Pferd      |            | 1954        |           |         |                                    |
| Chihuahua                          |                   |        |                   | elektrisch | 04.10.1908 | 1932 (?)    |           |         |                                    |
| Ciudad Juárez                      |                   |        |                   | elektrisch | 11.01.1902 | 04.05.1974  |           |         | Überlandstrecke aus El Paso, Texas |
| Guadalajara                        |                   |        |                   | elektrisch | 14.09.1907 | 04.07.1944  |           |         | 1989 wiedereröffnet (1435 mm)      |
| Guadalajara                        | 1435              |        |                   |            | 25.02.1989 |             |           |         |                                    |
| Guanajuato                         |                   |        |                   |            |            |             |           |         |                                    |
| Guaymas                            |                   |        |                   |            |            |             |           |         |                                    |
| Hidalgo del Parral                 |                   |        |                   | elektrisch | 1908       | 1909        |           |         |                                    |
| La Barca                           |                   |        |                   | Pferd      |            | 1953        |           |         |                                    |
| La Piedad                          |                   |        |                   | Pferd      |            | 1941        |           |         |                                    |
| Lázaro Cárdenas                    |                   |        |                   | Pferd      |            | 1960        |           |         |                                    |
| Nuevo Laredo                       |                   |        |                   | elektrisch | 12.03.1890 | 01.10.1900  |           |         | Überlandstrecke aus Laredo, Texas  |
| Matamoros                          |                   |        |                   |            |            |             |           |         |                                    |
| Mazatlán                           |                   |        |                   |            |            |             |           |         |                                    |
| Mexiko-Stadt                       | 1435              |        |                   |            | 12.12.1857 |             |           |         |                                    |
| Monterrey                          |                   |        |                   | elektrisch | 25.07.1907 | 30.05.1932  |           |         | seit 1994 wieder Stadtbahn         |
| Oaxaca                             |                   |        |                   |            |            |             |           |         |                                    |
| Pachuca                            |                   |        |                   | elektrisch | 1913       | 1948 (?)    |           |         |                                    |
| Pátzcuaro                          |                   |        |                   |            |            |             |           |         |                                    |
| Puebla–Cholula                     |                   |        |                   | elektrisch | 27.05.1924 | 31.12.1941  |           |         | Überlandstraßenbahn                |
| Puebla–El Valor                    |                   |        |                   | Benzin     |            | 1942        |           |         | Überlandstraßenbahn                |
| Real de Catorce                    |                   |        |                   | elektrisch |            | 03.06.1933  |           |         |                                    |
| San Luis Potosí                    |                   |        |                   | elektrisch | 16.02.1914 | 07.04.1932  |           |         |                                    |
| Tampico                            |                   |        |                   | elektrisch | 1914       | 12.12.1974  |           |         |                                    |
| Tapachula                          |                   |        |                   |            |            |             |           |         |                                    |
| Tehuacán                           |                   |        |                   | elektrisch |            | 1950 (?)    |           |         |                                    |
| Tequila                            |                   |        |                   | Pferd      |            | 1952        |           |         |                                    |
| Tlaxcala                           |                   |        |                   | Benzin     |            | 1942        |           |         |                                    |
| Torreón–Gomez Palacio–Ciudad Lerdo |                   |        |                   | elektrisch | 03.03.1901 | 03.03.1953  |           |         | Überlandstraßenbahn                |
| Tutepec                            |                   |        |                   | elektrisch |            |             |           |         |                                    |
| Veracruz                           |                   |        |                   | Pferd      | 1864       | 1939        |           |         |                                    |
| Veracruz                           |                   |        |                   | elektrisch | 05.07.1908 | 16.08.1981  |           |         |                                    |
| Villa-Hermosa                      |                   |        |                   |            |            |             |           |         |                                    |
| Xalapa                             |                   |        |                   |            |            |             |           |         |                                    |
| Zamora de Hidalgo                  |                   |        |                   |            |            |             |           |         |                                    |

Bestehende Betriebe: Liste von Städten mit Straßenbahnen#Mexiko

## Mittelamerika

### Barbados
| Stadt      | Spur- weite in mm | Gleise | Netz- länge in km | Antrieb | Eröffnung | Stilllegung | Betreiber                                                            | Artikel                  | Anmerkungen                                      |
| ---------- | ----------------- | ------ | ----------------- | ------- | --------- | ----------- | -------------------------------------------------------------------- | ------------------------ | ------------------------------------------------ |
| Bridgetown |                   |        | 16                | Pferd   | 1881      | 21.09.1925  | Ab 1882 Barbados Tramway Company, ab 1910 Bridgetown Tramway Company | Barbados Tramway Company | errichtet durch Ingenieur Robert Francis Fairlie |

Es bestehen heute keine Straßenbahnbetriebe mehr.

### Costa Rica
| Stadt    | Spur- weite in mm | Gleise | Netz- länge in km | Antrieb          | Eröffnung | Stilllegung | Betreiber | Artikel | Anmerkungen |
| -------- | ----------------- | ------ | ----------------- | ---------------- | --------- | ----------- | --------- | ------- | ----------- |
| San José | 1067              |        |                   | Pferd Elektrisch | 1889      | 01.08.1950  |           |         |             |

Es bestehen heute keine Straßenbahnbetriebe mehr.

### El Salvador
| Stadt                    | Spur- weite in mm | Gleise | Netz- länge in km | Antrieb | Eröffnung  | Stilllegung | Betreiber | Artikel | Anmerkungen         |
| ------------------------ | ----------------- | ------ | ----------------- | ------- | ---------- | ----------- | --------- | ------- | ------------------- |
| San Salvador–Santa Tecla |                   |        |                   | Akku    | 15.10.1920 | 1925 (?)    |           |         | Überlandstraßenbahn |

Es bestehen heute keine Straßenbahnbetriebe mehr.

### Guatemala
| Stadt               | Spur- weite in mm | Gleise | Netz- länge in km | Antrieb | Eröffnung | Stilllegung | Betreiber | Artikel | Anmerkungen |
| ------------------- | ----------------- | ------ | ----------------- | ------- | --------- | ----------- | --------- | ------- | ----------- |
| Ciudad de Guatemala |                   |        |                   | Benzin  |           |             |           |         |             |

Es bestehen heute keine Straßenbahnbetriebe mehr.

### Haiti
| Stadt          | Spur- weite in mm | Gleise | Netz- länge in km | Antrieb        | Eröffnung | Stilllegung | Betreiber                              | Artikel | Anmerkungen |
| -------------- | ----------------- | ------ | ----------------- | -------------- | --------- | ----------- | -------------------------------------- | ------- | ----------- |
| Port-au-Prince |                   |        |                   | Pferd          | 1878      | 1888        |                                        |         |             |
| Port-au-Prince |                   |        |                   | Benzin / Dampf | 1897      | 1932        | Société des Tramways de Port-au-Prince |         |             |

Es bestehen heute keine Straßenbahnbetriebe mehr.

### Jamaika
| Stadt    | Spur- weite in mm | Gleise | Netz- länge in km | Antrieb    | Eröffnung  | Stilllegung | Betreiber | Artikel | Anmerkungen |
| -------- | ----------------- | ------ | ----------------- | ---------- | ---------- | ----------- | --------- | ------- | ----------- |
| Kingston |                   |        |                   | elektrisch | 31.03.1899 | 1948        |           |         |             |

Es bestehen heute keine Straßenbahnbetriebe mehr.

### Kuba
| Stadt            | Spur- weite in mm | Gleise | Netz- länge in km | Antrieb    | Eröffnung  | Stilllegung | Betreiber | Artikel | Anmerkungen |
| ---------------- | ----------------- | ------ | ----------------- | ---------- | ---------- | ----------- | --------- | ------- | ----------- |
| Camagüey         | 1435              |        |                   | elektrisch | 08.12.1894 | 23.02.1952  |           |         |             |
| Cárdenas         | 1435              |        |                   | Akku       | 20.05.1915 | 1929        |           |         |             |
| Cienfuegos       | 1435              |        |                   | Benzin     | 13.02.1913 |             |           |         |             |
| Cienfuegos       | 1435              |        |                   | elektrisch |            | 1954        |           |         |             |
| Guanabacoa       | 1435              |        |                   | elektrisch | 07.03.1900 | 15.06.1931  |           |         |             |
| Havanna          | 1435              |        |                   | Pferd      | 03.02.1858 |             |           |         |             |
| Havanna          | 1435              |        |                   | elektrisch |            | 29.04.1952  |           |         |             |
| Matanzas         | 1435              |        |                   | elektrisch | 7.12.1916  | 29.10.1954  |           |         |             |
| Pedro Betancourt | 1435              |        |                   |            | 1904 (?)   | 1904 (?)    |           |         |             |
| Santiago de Cuba | 1435              |        |                   | elektrisch | 08.02.1908 | 26.01.1952  |           |         |             |

Es bestehen heute keine Straßenbahnbetriebe mehr.

### Martinique
| Stadt        | Spur- weite in mm | Gleise | Netz- länge in km | Antrieb | Eröffnung | Stilllegung | Betreiber | Artikel | Anmerkungen                                      |
| ------------ | ----------------- | ------ | ----------------- | ------- | --------- | ----------- | --------- | ------- | ------------------------------------------------ |
| Saint-Pierre |                   |        |                   | Pferd   |           | 08.05.1902  |           |         | durch den Ausbruch des Mont Pelé zerstört worden |

Es bestehen heute keine Straßenbahnbetriebe mehr.

### Panama
| Stadt        | Spur- weite in mm | Gleise | Netz- länge in km | Antrieb    | Eröffnung             | Stilllegung     | Betreiber | Artikel | Anmerkungen                                         |
| ------------ | ----------------- | ------ | ----------------- | ---------- | --------------------- | --------------- | --- | ------- | --------------------------------------------------- |
| Panama-Stadt | 1067              |        | 18,02             | elektrisch | 01.10.1893 01.08.1913 | 1898 31.05.1941 | United Electric Tramways Company (1893–ca. 1898), Panama Tramways Company (1913–1917), Panama Electric Company (1917–1941) |         | obere und untere Zeile sind jeweils zusammenhängend |

Es bestehen heute keine Straßenbahnbetriebe mehr.

### Puerto Rico
| Stadt    | Spur- weite in mm | Gleise | Netz- länge in km | Antrieb    | Eröffnung  | Stilllegung | Betreiber                                                                   | Artikel | Anmerkungen |
| -------- | ----------------- | ------ | ----------------- | ---------- | ---------- | ----------- | --------------------------------------------------------------------------- | ------- | ----------- |
| Mayagüez |                   |        |                   | Pferd      | 1875       | 189_        | El Ferrocarril Urbano de la Villa de Mayagüez                               |         |             |
| Mayagüez |                   |        |                   | Akku       | 1915       | 1927        | * Sociedad Anónima Tranvia de Mayagüez * Mayagüez Tramway Company (ab 1913) |         |             |
| Ponce    |                   |        |                   | elektrisch | 29.04.1902 | 21.12.1927  |                                                                             |         |             |
| San Juan |                   |        |                   | Dampf      | 1878 ?     | 1901 ?      |                                                                             |         |             |
| San Juan |                   |        |                   | elektrisch | 01.01.1901 | 01.10.1946  | San Juan Light & Transit Co                                                 |         |             |

Es bestehen heute keine Straßenbahnbetriebe mehr.

### Trinidad & Tobago
| Stadt                             | Spur- weite in mm | Gleise | Netz- länge in km | Antrieb    | Eröffnung  | Stilllegung | Betreiber | Artikel | Anmerkungen |
| --------------------------------- | ----------------- | ------ | ----------------- | ---------- | ---------- | ----------- | --------- | ------- | ----------- |
| Belmont, Vorort von Port of Spain |                   |        |                   | elektrisch |            |             |           |         |             |
| Port of Spain                     |                   |        |                   | elektrisch | 26.06.1895 | 1947        |           |         |             |

Es bestehen heute keine Straßenbahnbetriebe mehr.

## Südamerika

### Argentinien
| Stadt                               | Spur- weite in mm | Gleise | Netz- länge in km | Antrieb    | Eröffnung  | Stilllegung | Betreiber            | Artikel | Anmerkungen                                                                      |
| ----------------------------------- | ----------------- | ------ | ----------------- | ---------- | ---------- | ----------- | -------------------- | ------- | -------------------------------------------------------------------------------- |
| Bahía Blanca                        |                   |        |                   | Pferd      | 1907       | 11.12.1938  |                      |         |                                                                                  |
| Bahía Blanca                        |                   |        |                   | Dampf      |            |             |                      |         |                                                                                  |
| Bahía Blanca                        |                   |        |                   | elektrisch |            | 11.12.1938  |                      |         |                                                                                  |
| Banfield                            |                   |        |                   |            |            |             |                      |         |                                                                                  |
| Bel Ville                           |                   |        |                   | Pferd      |            |             |                      |         |                                                                                  |
| Berisso                             |                   |        |                   |            |            |             |                      |         |                                                                                  |
| Buenos Aires                        |                   |        |                   | Pferd      | 1863       |             |                      |         |                                                                                  |
| Buenos Aires                        |                   |        |                   | elektrisch |            | 20.02.1963  |                      |         | 1987 wiedereröffnet (1435 mm)                                                    |
| Buenos Aires                        | 1435              |        | 7,4               | elektrisch | 27.08.1987 |             | Metrovías (Premetro) |         | Die Straßenbahn in Puerto Madero wurde 2012 stillgelegt, siehe Tranvía del Este. |
| Chivilcoy                           |                   |        |                   | Pferd      | 1868       |             |                      |         |                                                                                  |
| Concordia                           |                   |        |                   | elektrisch |            | 1963        |                      |         |                                                                                  |
| Córdoba                             |                   |        |                   | Pferd      | 1897       |             |                      |         |                                                                                  |
| Córdoba                             |                   |        |                   | elektrisch |            | 10.10.1962  |                      |         |                                                                                  |
| Corrientes                          |                   |        |                   | Pferd      | 1913       |             |                      |         |                                                                                  |
| Corrientes                          |                   |        |                   | elektrisch |            | 22.01.1930  |                      |         |                                                                                  |
| General Rodríguez                   |                   |        |                   | Pferd      |            |             |                      |         |                                                                                  |
| Gualeguaychú                        |                   |        |                   | Pferd      |            |             |                      |         |                                                                                  |
| Ituzaingó                           |                   |        |                   | Pferd      |            |             |                      |         |                                                                                  |
| Ituzaingó                           |                   |        |                   | elektrisch |            | 1943        |                      |         |                                                                                  |
| La Plata                            |                   |        |                   | elektrisch | 22.10.1892 | 25.12.1966  |                      |         | Regelbetrieb erst ab 03.01.1910                                                  |
| Lanús                               |                   |        |                   | elektrisch |            | 31.12.1964  |                      |         | Überlandstrecke nach Buenos Aires                                                |
| Mar del Plata                       |                   |        |                   | elektrisch | 30.12.1922 | 1955        |                      |         |                                                                                  |
| Mendoza                             |                   |        |                   | elektrisch | 01.10.1912 | 1965        |                      |         |                                                                                  |
| Necochea                            |                   |        |                   | elektrisch | 1914       | 30.03.1952  |                      |         |                                                                                  |
| Paraná                              |                   |        |                   | elektrisch | 20.05.1921 | 20.07.1962  |                      |         |                                                                                  |
| Quilmes                             |                   |        |                   |            |            |             |                      |         |                                                                                  |
| Rafaela                             |                   |        |                   | Dampf      |            | 18.02.1955  |                      |         |                                                                                  |
| Resistencia-Barranqueras            |                   |        |                   | Dampf      | 1902       | 1935        |                      |         | Überlandstraßenbahn                                                              |
| Río Cuarto                          |                   |        |                   | Pferd      |            |             |                      |         |                                                                                  |
| Rosario                             |                   |        |                   | Pferd      | 1872       |             |                      |         |                                                                                  |
| Rosario                             |                   |        |                   | elektrisch |            | 12.02.1963  |                      |         |                                                                                  |
| Salta                               |                   |        |                   | elektrisch | 20.02.1913 | 1935        |                      |         |                                                                                  |
| San Fernando del Valle de Catamarca |                   |        |                   | Pferd      |            |             |                      |         |                                                                                  |
| San Isidro                          |                   |        |                   |            |            |             |                      |         |                                                                                  |
| San Juan                            |                   |        |                   | Pferd      |            |             |                      |         |                                                                                  |
| San Miguel de Tucumán               |                   |        |                   | Pferd      | 1882       | 12.10.1965  |                      |         |                                                                                  |
| San Miguel de Tucumán               |                   |        |                   | Dampf      |            |             |                      |         |                                                                                  |
| San Miguel de Tucumán               |                   |        |                   | elektrisch |            | 12.10.1965  |                      |         |                                                                                  |
| San Nicolás de los Arroyos          |                   |        |                   | Pferd      |            |             |                      |         |                                                                                  |
| Santa Fe                            |                   |        |                   | elektrisch | 25.03.1914 | 30.04.1961  |                      |         |                                                                                  |
| Temperley                           |                   |        |                   |            |            |             |                      |         |                                                                                  |
| Villa Dolores                       |                   |        |                   | Pferd      |            |             |                      |         |                                                                                  |

Bestehende Betriebe: Liste von Städten mit Straßenbahnen#Argentinien

### Aruba
| Stadt      | Spur- weite in mm | Gleise | Netz- länge in km | Antrieb | Eröffnung        | Stilllegung | Betreiber | Artikel                | Anmerkungen |
| ---------- | ----------------- | ------ | ----------------- | ------- | ---------------- | ----------- | --------- | ---------------------- | ----------- |
| Oranjestad | 1435              | 1      | 2,7               | Hydrail | 19. Februar 2013 |             | Arubus    | Straßenbahn Oranjestad |             |

Bestehende Betriebe: Liste von Städten mit Straßenbahnen#Aruba

### Brasilien
Es ist in der brasilianischen Geschichte oft nicht klar, wo die Straßenbahn endet und die Eisenbahn beginnt. So listet zum Beispiel Allen Morrison die Estrada de Ferro a Campos do Jordão (EFCJ) als Straßenbahn auf. Dies erscheint jedoch nicht stimmig, wenn beispielsweise Frankreichs Chemin de fer de Saint-Georges à La Mure et Gap (SG-LM-G) oder der Schweizer Chemin de Fer de Brigue à Visp et Zermatt (BVZ) als Eisenbahnen gelten. Die EFCJ ist eine reine Hochgebirgsbahn, die lediglich in Campos do Jordão selbst, 1.700 m über Meereshöhe, mit Straßenbahnwagen S-Bahnbetrieb führt.
Ebenso erscheinen Lokalbahnen wie die von Morro Velho oder der Ramal Férreo Campineiro, die Inselbahn Tramway Guarujá (das Wort Tramway hat in Brasilien eher die Bedeutung von Kleinbahn als von Straßenbahn), sowie die S-Bahnlinien zwischen Santos und São Vicente und zwischen São Paulo und Santo Amaro (letztere wurde erst, nachdem Santo Amaro als Stadtteil São Paulo einverleibt war, als Straßenbahn bezeichnet), als Straßenbahnen. So begreift in Brasilien niemand, wieso Allen Morrison den Tramway Cantareira (TC; 30 km zwischen São Paulo und Guarulhos) als Straßenbahn aufführt, während Charles R. Small den TC, genau wie die Estrada de Ferro Perus-Pirapora (EFPP; 30 km zwischen São Paulo und Cajamar) als Eisenbahn festhält.
Am besten ist es, sich erst die Beschreibung einer Bahn genau durchzulesen und dann zu entscheiden, ob man es mit einer Eisenbahn oder einer Straßenbahn zu tun hat. Sicherster Anhaltspunkt: Ferrocarril oder Bonde im Namen des Unternehmens weist auf Straßenbahn hin, Tramway ist eine Lokalbahn, Inselbahn, Nahverkehrsbahn, kurz gesagt, eine Kleinbahn.
| Stadt                      | Spur- weite in mm   | Gleise | Netz- länge in km | Antrieb                 | Eröffnung       | Stilllegung     | Betreiber | Artikel              | Anmerkungen                                              |
| -------------------------- | ------------------- | ------ | ----------------- | ----------------------- | --------------- | --------------- | --------- | -------------------- | -------------------------------------------------------- |
| Afogados da Ingazeira      |                     |        |                   | Pferd                   | 1895            | 1914 (?)        |           |                      |                                                          |
| Além Paraíba               | 1000                |        |                   | Pferd                   | 1895            |                 |           |                      |                                                          |
| Além Paraíba               | 1000                |        |                   | elektrisch              |                 | 25.07.1939      |           |                      |                                                          |
| Aracaju                    | 800 1000            |        |                   | Pferd elektrisch        | 1908 02.06.1926 | 1926 (?) 1955   |           |                      | obere und untere Zeile sind jeweils zusammenhängend      |
| Aracati                    |                     |        |                   |                         |                 |                 |           |                      |                                                          |
| Arcoverde                  |                     |        |                   |                         |                 |                 |           |                      |                                                          |
| Bagé                       |                     |        |                   | Pferd                   |                 |                 |           |                      |                                                          |
| Barra do Pirai             |                     |        |                   | elektrisch              |                 |                 |           |                      |                                                          |
| Belém                      |                     |        |                   | elektrisch              | 15.08.1907      | 27.04.1947      |           |                      |                                                          |
| Belo Horizonte             |                     |        |                   | elektrisch              | 02.09.1902      | 30.06.1963      |           |                      |                                                          |
| Bom Sucesso                | 1000                |        |                   | elektrisch              | 21.09.1930      | 1950 (?)        |           |                      |                                                          |
| Brasília                   | 1435                |        |                   | elektrisch              |                 |                 |           | Straßenbahn Brasília |                                                          |
| Cachoeira                  |                     |        |                   | Pferd                   | 30.10.1872      | 1921            |           |                      |                                                          |
| Cachoeiro de Itapemirim    |                     |        |                   | elektrisch              | 25.12.1924      | 04.06.1938      |           |                      |                                                          |
| Campanha                   |                     |        |                   | Pferd                   | 1911            |                 |           |                      |                                                          |
| Campanha                   |                     |        |                   | Benzin                  |                 | 1930 (?)        |           |                      |                                                          |
| Campinas                   | 600 1000            |        |                   | Pferd Benzin elektrisch | 25.09.1879      | 24.05.1968      |           |                      | mehrere Überlandstrecken; Touristenlinie noch in Betrieb |
| Campo Grande               | 820 1435            |        |                   | Pferd elektrisch        | 1894            | 31.10.1967      |           |                      | Personenverkehr erst ab 1908                             |
| Campos                     | 1000                |        |                   | Pferd                   | 19.09.1875      |                 |           |                      |                                                          |
| Campos                     | 1000                |        |                   | elektrisch              |                 | 15.11.1964      |           |                      |                                                          |
| Campos do Jordão           | 1000                |        |                   |                         | 21.12.1924      |                 |           |                      |                                                          |
| Carpina                    |                     |        |                   |                         |                 |                 |           |                      |                                                          |
| Caruaru                    |                     |        |                   |                         |                 |                 |           |                      |                                                          |
| Carvalho Brito             | 1000                |        |                   | elektrisch              | 1918            | 1924            |           |                      | Güterstraßenbahn                                         |
| Cassino                    |                     |        |                   | Pferd                   |                 |                 |           |                      |                                                          |
| Cataguases                 |                     |        |                   | Pferd                   | 25.11.1910      | 24.03.1918      |           |                      |                                                          |
| Caxambu                    | 750                 |        |                   | Pferd                   | 1911            | 1925            |           |                      |                                                          |
| Cuiabá                     |                     |        |                   | Pferd                   |                 | 1935            |           |                      |                                                          |
| Curitiba                   |                     |        |                   | elektrisch              | 07.01.1913      | 1952            |           |                      |                                                          |
| Florianópolis              |                     |        |                   |                         |                 |                 |           |                      |                                                          |
| Fortaleza                  | 1400 1435           |        |                   | Pferd elektrisch        | 25.04.1880      | 19.05.1947      |           |                      |                                                          |
| Franca                     | 600                 |        |                   | Pferd                   | 1877            | 1899            |           |                      |                                                          |
| Garanhuns                  | 1000                |        |                   | Benzin                  | 1968            | 1968            |           |                      | Projekt wurde nach einer Testfahrt eingestellt           |
| Goiânia                    |                     |        |                   |                         |                 |                 |           |                      |                                                          |
| Guarará                    |                     |        |                   | Pferd                   | 1895            | 1923            |           |                      |                                                          |
| Guaratingueta              | 1000                |        |                   | Pferd                   | 24.12.1898      |                 |           |                      |                                                          |
| Guaratingueta              | 1000                |        |                   | elektrisch              |                 | 1957            |           |                      |                                                          |
| Guarujá                    | 1000                |        |                   | elektrisch              | 11.01.1925      | 13.07.1956      |           |                      | Überlandstrecke nach Itapema                             |
| Ilha do Govenador          |                     |        |                   | elektrisch              |                 | 10.04.1965      |           |                      |                                                          |
| Itabaiana                  |                     |        |                   |                         |                 |                 |           |                      |                                                          |
| Itatinga                   | 800                 |        |                   |                         | __.01.1958      |                 |           |                      |                                                          |
| João Pessoa                |                     |        |                   | elektrisch              | 19.02.1914      | 1958            |           |                      |                                                          |
| Joinville                  |                     |        |                   |                         |                 |                 |           |                      |                                                          |
| Juiz de Fora               | 1000                |        |                   | Pferd                   | 15.03.1881      |                 |           |                      |                                                          |
| Juiz de Fora               | 1000                |        |                   | elektrisch              |                 | 14.04.1969      |           |                      |                                                          |
| Jundiaí                    | 600                 |        |                   | Pferd                   | 1893            | 1896            |           |                      |                                                          |
| Lavras                     | 1000                |        |                   | elektrisch              | 21.10.1911      | 08.11.1967      |           |                      |                                                          |
| Limoeiro                   |                     |        |                   | Benzin                  |                 | 1952            |           |                      |                                                          |
| Lorena                     |                     |        |                   | Pferd                   | 1886            | 1896            |           |                      |                                                          |
| Macaé                      | 1000                |        |                   | Pferd                   | 29.06.1872      | 1932            |           |                      |                                                          |
| Maceió                     |                     |        |                   | elektrisch              | 12.06.1914      | 1956            |           |                      |                                                          |
| Magé                       |                     |        |                   |                         |                 |                 |           |                      |                                                          |
| Manaus                     |                     |        |                   | elektrisch              | 01.08.1899      | 28.02.1957      |           |                      |                                                          |
| Manuel Duarte              |                     |        |                   |                         |                 |                 |           |                      |                                                          |
| Mar de Espanha             |                     |        |                   | Pferd                   | 1880 (?)        |                 |           |                      |                                                          |
| Mendes                     |                     |        |                   | Pferd                   | 1889            |                 |           |                      |                                                          |
| Mendes                     |                     |        |                   | Benzin                  |                 |                 |           |                      |                                                          |
| Mendes                     |                     |        |                   | elektrisch              |                 | 1952            |           |                      |                                                          |
| Monte Alto                 | 1000                |        |                   | Benzin                  | 1926            | 1965 (?)        |           |                      |                                                          |
| Mosqueiro                  |                     |        |                   | Pferd                   |                 |                 |           |                      |                                                          |
| Natal                      |                     |        |                   | elektrisch              | 02.10.1911      | 1955            |           |                      |                                                          |
| Niterói                    |                     |        |                   | Pferd                   | 09.10.1871      |                 |           |                      |                                                          |
| Niterói                    |                     |        |                   | Akku                    |                 |                 |           |                      |                                                          |
| Niterói                    |                     |        |                   | elektrisch              |                 | 31.07.1964      |           |                      |                                                          |
| Nova Friburgo              | 1100                |        |                   | Pferd                   | 1883            | 1933            |           |                      |                                                          |
| Nova Lima                  | 660                 |        |                   | elektrisch              | 03.04.1913      | 1970 (?)        |           |                      |                                                          |
| Ouro Preto                 |                     |        |                   | Pferd                   | 01.12.1888      | 1891            |           |                      |                                                          |
| Palmares                   |                     |        |                   |                         |                 |                 |           |                      |                                                          |
| Paraibuna–Porto del Floras | 1100                |        |                   | Pferd                   | 1883            | 1911            |           |                      | Überlandstraßenbahn                                      |
| Paranaguá                  |                     |        |                   | Pferd                   |                 |                 |           |                      |                                                          |
| Paranaguá                  |                     |        |                   | Dampf                   |                 |                 |           |                      |                                                          |
| Paranaguá                  |                     |        |                   | Benzin                  |                 | 1938            |           |                      |                                                          |
| Pedro Leopoldo             | 1000                |        |                   | Pferd                   | 1907            | 1930            |           |                      |                                                          |
| Pelotas                    | 1435                |        |                   | Pferd                   | 09.11.1873      |                 |           |                      |                                                          |
| Pelotas                    | 1435                |        |                   | elektrisch              |                 | 1955            |           |                      |                                                          |
| Penedo                     |                     |        |                   |                         | Pferd           | 31.12.1936      |           |                      |                                                          |
| Pesqueira                  |                     |        |                   |                         |                 |                 |           |                      |                                                          |
| Petrópolis                 | 1000                |        |                   | elektrisch              | 13.12.1912      | 15.07.1939      |           |                      |                                                          |
| Piracicaba                 | 1000                |        |                   | elektrisch              | 15.01.1916      | 03.10.1969      |           |                      |                                                          |
| Piraju                     | 1000                |        |                   | elektrisch              | 01.08.1915      | 02.08.1937      |           |                      |                                                          |
| Porto Alegre               |                     |        |                   | elektrisch              | 0.03.1908       | 08.03.1970      |           |                      |                                                          |
| Recife                     | 1000 1219 1400 1600 |        |                   | Pferd Dampf Elektrisch  | 22.09.1871      | 1960            |           |                      |                                                          |
| Ribeirão das Lajes         | 1600                |        |                   | Benzin                  | 1906            | 1935            |           |                      |                                                          |
| Rio de Janeiro             | 1100                |        |                   |                         | 30.01.1859      |                 |           |                      |                                                          |
| Rio Grande                 | 1000                |        |                   | Pferd                   | 05.07.1876      | 7               |           |                      |                                                          |
| Rio Grande                 | 1000                |        |                   | Dampf                   |                 |                 |           |                      |                                                          |
| Rio Grande                 | 1000                |        |                   | elektrisch              |                 | 15.06.1967      |           |                      | siehe auch Straßenbahn Santa Teresa                      |
| Sacramento                 | 1000                |        |                   | elektrisch              | 15.11.1913      | 1937            |           |                      |                                                          |
| Salvador da Bahia          |                     |        |                   | Pferd                   | 1874            |                 |           |                      |                                                          |
| Salvador da Bahia          |                     |        |                   | elektrisch              |                 | 1961            |           |                      |                                                          |
| Santa Cruz                 | 820                 |        |                   | Pferd                   | 1880            | 1907            |           |                      |                                                          |
| Santo Amaro                |                     |        |                   | Pferd                   | 01.01.1874      | 1962            |           |                      |                                                          |
| Santo Antônio do Prata     | 600                 |        |                   | Pferd                   | 1907            | 1914            |           |                      |                                                          |
| Santos                     | 800 1350            |        |                   | Pferd Dampf elektrisch  | 08.10.1871      | 28.02.1971      |           |                      | Überlandstrecke nach São Vicente                         |
| São Bernardo do Campo      | 1000                |        |                   | Benzin                  | 19.05.1923      | 05.10.1930      |           |                      |                                                          |
| São Carlos                 | 1000                |        |                   | Pferd elektrisch        | 1895 27.12.1914 | 1896 16.06.1962 |           |                      | obere und untere Zeile sind jeweils zusammenhängend      |
| São Leopoldo               | 1000                |        |                   | Pferd                   | 29.11.1914      | 1915            |           |                      |                                                          |
| São Lourenço               |                     |        |                   | Pferd                   | 1905            | 1932            |           |                      |                                                          |
| São Luís                   |                     |        |                   | elektrisch              | 15.09.1924      | 1966            |           |                      |                                                          |
| São Paulo                  | 1050 1435           |        |                   | Pferd Dampf elektrisch  | 24.03.1872      | 27.03.1968      |           |                      |                                                          |
| São Vicente                | 1350                |        |                   | Pferd                   | 09.09.1905      | 1909            |           |                      |                                                          |
| Sobral                     |                     |        |                   | Pferd                   | 894             | 1918            |           |                      |                                                          |
| Sorocaba                   | 1000                |        |                   | elektrisch              | 30.12.1915      | 28.02.1959      |           |                      |                                                          |
| Taubaté                    | 800 600             |        |                   | Pferd Dampf             | 27.05.1879 1880 | 1910 1920       |           |                      | obere und untere Zeile sind jeweils zusammenhängend      |
| Teófilo Otoni              |                     |        |                   | Pferd                   | 1918            | 1938            |           |                      |                                                          |
| Teresina                   |                     |        |                   | Pferd                   |                 |                 |           |                      | Existenz des Betriebs ist unbewiesen                     |
| Timbaúba                   |                     |        |                   | Pferd                   | 10.10.1915      | 1935 (?)        |           |                      |                                                          |
| Triunfo                    |                     |        |                   |                         |                 |                 |           |                      |                                                          |
| Ubá                        |                     |        |                   | Pferd                   | 1895            | 1922            |           |                      |                                                          |
| Uruguaiana                 |                     |        |                   | Pferd                   |                 |                 |           |                      |                                                          |
| Vassouras                  |                     |        |                   | Pferd                   | 1883            | 1912            |           |                      |                                                          |
| Vila Velha                 | 1000                |        |                   | Pferd                   | 12.04.1912      | 15.12.1967      |           |                      |                                                          |
| Vitória                    |                     |        |                   | elektrisch              | 21.07.1911      | 23.05.1963      |           |                      |                                                          |
| Votorantim                 | 600 1000            |        |                   | Dampf elektrisch        | 1906 04.02.1922 | 1920 1986       |           |                      | obere und untere Zeile sind jeweils zusammenhängend      |

Bestehende Betriebe: Liste von Städten mit Straßenbahnen#Brasilien

### Bolivien
| Stadt          | Spur- weite in mm | Gleise | Netz- länge in km | Antrieb          | Eröffnung  | Stilllegung | Betreiber | Artikel              | Anmerkungen                                   |
| -------------- | ----------------- | ------ | ----------------- | ---------------- | ---------- | ----------- | --------- | -------------------- | --------------------------------------------- |
| Cochabamba     | 750               |        |                   | Pferd            | 1902       |             |           |                      |                                               |
| Cochabamba     | 750               |        |                   | elektrisch       |            | 30.05.1948  |           |                      |                                               |
| Cochabamba     | 1435              |        | 18,7              | elektrisch       | 13.09.2022 |             |           | Stadtbahn Cochabamba | betrieben mit Metelitsa-Dreiteilern           |
| La Paz         | 1000              |        |                   | elektrisch       | 16.07.1909 | 1950        |           |                      |                                               |
| La Paz–El Alto |                   |        |                   | elektrisch       | 01.12.1905 | 1975        |           |                      | Überlandstraßenbahn                           |
| Oruro          | 750               |        |                   | Pferd            | 09.07.1907 | 30.06.1914  |           |                      |                                               |
| Potosí         |                   |        |                   | Pferd elektrisch | 1910       | 1918        |           |                      |                                               |
| Potosí         |                   |        |                   | Pferd elektrisch | 1910       | 1918        |           |                      | elektrischer Betrieb vielleicht nie umgesetzt |
| Huanchaca      | 762               |        |                   | Pferd            | 1919       |             |           |                      |                                               |

Es bestehen heute keine Straßenbahnbetriebe mehr.

### Chile
| Stadt                   | Spur- weite in mm      | Gleise | Netz- länge in km | Antrieb                 | Eröffnung  | Stilllegung | Betreiber | Artikel           | Anmerkungen                                                         |
| ----------------------- | ---------------------- | ------ | ----------------- | ----------------------- | ---------- | ----------- | --------- | ----------------- | ------------------------------------------------------------------- |
| Antofagasta             | 914 1150 1070          |        |                   | Pferd                   | 1893       | 1914        |           |                   | Spurweiten in chronologischer Reihenfolge, heute Museumsstraßenbahn |
| Arica                   |                        |        |                   |                         |            |             |           |                   |                                                                     |
| Batuco                  |                        |        |                   | Pferd                   |            | 1975        |           |                   |                                                                     |
| Buin–Maipo              | 1000                   |        |                   | Pferd                   | 918        |             |           |                   | Überlandstraßenbahn                                                 |
| Buin–Santa Rita         | 750                    |        |                   | Pferd                   |            | 1938        |           |                   | Überlandstraßenbahn                                                 |
| Calama                  | 762 1000               |        |                   | Segel                   |            | 1935 (?)    |           |                   | Die Wagen wurden über ein Segeltuch angetrieben                     |
| Carrizal Bajo           | 1270                   |        |                   | Pferd                   | 01.06.1860 | 1867        |           |                   |                                                                     |
| Cartagena               |                        |        |                   |                         |            |             |           |                   |                                                                     |
| Cauquenes               | 600                    |        |                   | Pferd                   | 1900       | 1915 (?)    |           |                   |                                                                     |
| Chacarilla              | 750                    |        |                   | Pferd                   |            | 1940        |           |                   | Überlandstrecke nach Santiago de Chile                              |
| Chillán                 | 1435                   |        |                   | Pferd                   | 1877       |             |           |                   |                                                                     |
| Chillán                 | 1435                   |        |                   | elektrisch              |            | 1936        |           |                   |                                                                     |
| Collipulli              |                        |        |                   |                         |            |             |           |                   |                                                                     |
| Concepción–Talcahuano   | 1435                   |        |                   | Pferd                   | 1886       | 21.11.1941  |           |                   |                                                                     |
| Concepción–Talcahuano   | 1435                   |        |                   | elektrisch              |            | 21.11.1941  |           |                   |                                                                     |
| Constitución            | 1000                   |        |                   | Pferd                   | 1915       | 1934        |           |                   |                                                                     |
| Copiapó                 | 1435                   |        |                   | Pferd                   | 1890       | 1904        |           |                   |                                                                     |
| Coquimbo                | 1320                   |        |                   | Pferd                   | 1895       | 1929        |           |                   |                                                                     |
| Coronel                 | 1000                   |        |                   | Pferd                   | 1910 (?)   | 1920        |           |                   |                                                                     |
| Curacautín              |                        |        |                   | Pferd                   |            | 1920 (?)    |           |                   |                                                                     |
| Curicó                  |                        |        |                   |                         |            |             |           |                   |                                                                     |
| Graneros–La Compania    | 1620                   |        |                   | Pferd                   | 1920       | 1930 (?)    |           |                   | Überlandstraßenbahn                                                 |
| Guacarhue               |                        |        |                   |                         |            |             |           |                   |                                                                     |
| Iquique                 | 1435                   |        |                   | Pferd                   | 1885       |             |           |                   |                                                                     |
| Iquique                 | 1435                   |        |                   | Akku                    |            |             |           |                   |                                                                     |
| Iquique                 | 1435                   |        |                   | Benzin                  |            | 1930        |           |                   |                                                                     |
| La Cisterna             | 1435                   |        |                   | Pferd                   | 1907       | 1942        |           |                   |                                                                     |
| La Serena               | 1200                   |        |                   | Pferd                   | 1887       | 1922        |           |                   | wurde beim Erdbeben von 1922 zerstört                               |
| Las Bombas–Carrizalillo |                        |        |                   | Pferd                   |            | 1925 (?)    |           |                   | Überlandstraßenbahn                                                 |
| Lebu                    |                        |        |                   |                         |            |             |           |                   |                                                                     |
| Limache                 | 1435                   |        |                   | Pferd                   | 1884       | 1935 (?)    |           |                   |                                                                     |
| Los Andes               |                        |        |                   | Pferd                   | 1889       | 1895 (?)    |           |                   |                                                                     |
| Lota                    |                        |        |                   |                         |            |             |           |                   |                                                                     |
| Maipú                   |                        |        |                   | elektrisch              |            |             |           |                   |                                                                     |
| Malloco–Peñaflor        | 750                    |        |                   | Pferd                   | 1915       | 1935 (?)    |           |                   | Überlandstraßenbahn                                                 |
| Maria Elena             |                        |        |                   |                         |            |             |           |                   |                                                                     |
| Melipilla               |                        |        |                   |                         |            |             |           |                   |                                                                     |
| Molina                  |                        |        |                   |                         |            |             |           |                   |                                                                     |
| Pabellón–Chañarcillo    | 1435                   |        |                   | Pferd                   | 30.01.1859 | 10.11.1868  |           |                   | Überlandstraßenbahn                                                 |
| Pantahue                |                        |        |                   |                         |            |             |           |                   |                                                                     |
| Panquehue               | 600                    |        |                   | Pferd                   |            |             |           |                   |                                                                     |
| Paposo                  | 1435                   |        |                   | Pferd                   |            |             |           |                   |                                                                     |
| Parral                  | 750                    |        |                   | Pferd                   | 1911 (?)   | 1928        |           |                   |                                                                     |
| Pemuco                  | 1000                   |        |                   | Pferd                   | 1903       | 1925 (?)    |           |                   |                                                                     |
| Pisagua                 | 1000                   |        |                   | Pferd                   | 1889       | 1917        |           |                   |                                                                     |
| Puente Alto             | 1000                   |        |                   | elektrisch              | 1925       | 1963        |           |                   |                                                                     |
| Puerto Montt            |                        |        |                   | Pferd                   | 1927       | 1931        |           |                   |                                                                     |
| Punta Arenas            | 1000                   |        |                   | Dampf                   | 9.01.1902  | 1950        |           |                   |                                                                     |
| Quillota                | 1676                   |        |                   | Pferd                   | 1865 (?)   | 1925 (?)    |           |                   |                                                                     |
| Rancagua                | 1435                   |        |                   | Pferd                   | 1905       |             |           |                   |                                                                     |
| Rancagua                | 1435                   |        |                   | elektrisch              |            | 1930 (?)    |           |                   |                                                                     |
| Rengo                   | 1219 1650              |        |                   | Pferd Benzin Elektrisch | 1872       | 1927        |           | Straßenbahn Rengo |                                                                     |
| Resbalón                | 750                    |        |                   | Pferd                   | 1903       |             |           |                   | mehrere Überlandstrecken                                            |
| Resbalón                | 750                    |        |                   | Dampf                   |            |             |           |                   | mehrere Überlandstrecken                                            |
| Resbalón                | 750                    |        |                   | Benzin                  |            | 1934        |           |                   | mehrere Überlandstrecken                                            |
| Rosario                 | 750                    |        |                   | Dampf                   | 1920 (?)   | 1925 (?)    |           |                   |                                                                     |
| San Antonio             |                        |        |                   |                         |            |             |           |                   |                                                                     |
| San Bernardo            | 1435                   |        |                   | elektrisch              | 1908       | 1941        |           |                   |                                                                     |
| San Carlos              | 750 o. 1050            |        |                   | Pferd                   | 1894       | 1920        |           |                   |                                                                     |
| San Felipe              | 1435                   |        |                   | Pferd                   | 1886       | 1935 (?)    |           |                   |                                                                     |
| San Javier              |                        |        |                   |                         |            |             |           |                   |                                                                     |
| San Miguel              | 750                    |        |                   | Pferd                   | 1906       | 1927        |           |                   |                                                                     |
| Santa Cruz              | 750                    |        |                   | Pferd                   | 1915       | 1928        |           |                   |                                                                     |
| Santa Inés              | 760                    |        |                   | Pferd                   | 1895       | 1940        |           |                   |                                                                     |
| Santiago de Chile       | 600 750 1000 1435 1676 |        |                   | Pferd Elektrisch        | 10.06.1858 | 21.09.1959  |           |                   | älteste Straßenbahn Südamerikas                                     |
| San Vicente             |                        |        |                   |                         |            |             |           |                   |                                                                     |
| Talca                   | 1435                   |        |                   | Pferd                   | 1884       |             |           |                   |                                                                     |
| Talca                   | 435                    |        |                   | elektrisch              |            | 1933        |           |                   |                                                                     |
| Talcahuano              | 1000                   |        |                   | Pferd                   | 1898       |             |           |                   | siehe auch Concepción–Talcahuano                                    |
| Talcahuano              | 1000                   |        |                   | elektrisch              |            | 1920        |           |                   | siehe auch Concepción–Talcahuano                                    |
| Temuco                  | 1435                   |        |                   | Pferd                   | 1881       |             |           |                   |                                                                     |
| Temuco                  | 1435                   |        |                   | elektrisch              |            | 1936        |           |                   |                                                                     |
| Tocopilla               | 1380                   |        |                   | Pferd                   | 1904       | 1909        |           |                   |                                                                     |
| Traiguén                | 600                    |        |                   | elektrisch              | 1903       | 1929        |           |                   |                                                                     |
| Valdivia                |                        |        |                   |                         |            |             |           |                   |                                                                     |
| Valparaíso              | 1435 1067              |        |                   | Pferd elektrisch        | 1863       | 30.12.1952  |           |                   |                                                                     |
| Valparaíso–Viña del Mar |                        |        |                   | elektrisch              | 28.01.1906 |             |           |                   | Wiedereröffnung 2005                                                |
| Villa Alegre            | 1000                   |        |                   | Pferd Benzin elektrisch | 29.08.1915 | 1931        |           |                   | Der elektrische Betrieb wurde zuerst durchgeführt                   |

Es bestehen heute keine Straßenbahnbetriebe mehr.

### Curaçao
| Stadt      | Spur- weite in mm | Gleise | Netz- länge in km | Antrieb | Eröffnung | Stilllegung | Betreiber | Artikel | Anmerkungen |
| ---------- | ----------------- | ------ | ----------------- | ------- | --------- | ----------- | --------- | ------- | ----------- |
| Willemstad |                   |        |                   | Benzin  |           | 01.11.1920  |           |         |             |

Es bestehen heute keine Straßenbahnbetriebe mehr.

### Ecuador
| Stadt     | Spur- weite in mm | Gleise | Netz- länge in km | Antrieb    | Eröffnung  | Stilllegung | Betreiber | Artikel | Anmerkungen |
| --------- | ----------------- | ------ | ----------------- | ---------- | ---------- | ----------- | --------- | ------- | ----------- |
| Guayaquil |                   |        |                   | elektrisch | 15.01.1910 | 1951        |           |         |             |
| Quito     |                   |        |                   | elektrisch | 08.10.1914 | 1948        |           |         |             |

Es bestehen heute keine Straßenbahnbetriebe mehr.

### Guyana
| Stadt      | Spur- weite in mm | Gleise | Netz- länge in km | Antrieb    | Eröffnung  | Stilllegung | Betreiber | Artikel | Anmerkungen |
| ---------- | ----------------- | ------ | ----------------- | ---------- | ---------- | ----------- | --------- | ------- | ----------- |
| Georgetown |                   |        |                   | elektrisch | 25.02.1901 | 28.02.1930  |           |         |             |

Es bestehen heute keine Straßenbahnbetriebe mehr.

### Kolumbien
| Stadt    | Spur- weite in mm | Gleise | Netz- länge in km | Antrieb          | Eröffnung       | Stilllegung | Betreiber | Artikel | Anmerkungen                                         |
| -------- | ----------------- | ------ | ----------------- | ---------------- | --------------- | ----------- | --------- | ------- | --------------------------------------------------- |
| Bogotá   |                   |        |                   | Akku             | 07.03.1910      |             |           |         |                                                     |
| Bogotá   |                   |        |                   | elektrisch       |                 | 30.06.1951  |           |         |                                                     |
| Medellín |                   |        |                   | Pferd elektrisch | 1887 12.10.1921 | 1897 1951   |           |         | obere und untere Zeile sind jeweils zusammenhängend |
| Pereira  |                   |        |                   | elektrisch       | 26.02.1927      | 1956 (?)    |           |         |                                                     |

Es bestehen heute keine Straßenbahnbetriebe mehr.

### Paraguay
| Stadt    | Spur- weite in mm | Gleise | Netz- länge in km | Antrieb    | Eröffnung | Stilllegung | Betreiber | Artikel | Anmerkungen |
| -------- | ----------------- | ------ | ----------------- | ---------- | --------- | ----------- | --------- | ------- | ----------- |
| Asunción |                   |        |                   | Pferd      | 1872      |             |           |         |             |
| Asunción |                   |        |                   | elektrisch |           | 1997        |           |         |             |

Es bestehen heute keine Straßenbahnbetriebe mehr.

### Peru
| Stadt             | Spur- weite in mm | Gleise | Netz- länge in km | Antrieb    | Eröffnung  | Stilllegung | Betreiber | Artikel          | Anmerkungen        |
| ----------------- | ----------------- | ------ | ----------------- | ---------- | ---------- | ----------- | --------- | ---------------- | ------------------ |
| Arequipa          | 1067              |        |                   | Dampf      | 1871       |             |           |                  |                    |
| Arequipa          | 1067              |        |                   | elektrisch |            | 09.01.1966  |           |                  |                    |
| Callao            |                   |        |                   | elektrisch |            |             |           |                  |                    |
| Catacaos          | 750               |        |                   |            |            |             |           |                  |                    |
| Chicama           | 914 1067          |        |                   | Pferd      |            |             |           |                  |                    |
| Chiclayo          |                   |        |                   |            | 1890 (?)   | 1930        |           |                  |                    |
| Cuzco             | 1067              |        |                   | Pferd      | 910 (?)    | 1946        |           |                  |                    |
| Huacho            | 750               |        |                   | Akku       | 14.12.1890 | 1929        |           |                  |                    |
| Iquitos           | 600               |        |                   | Dampf      | 1905       | 1931        |           |                  |                    |
| Lima              | 1435              |        |                   | Pferd      | 1864       |             |           | Straßenbahn Lima | Museumsstraßenbahn |
| Lima              | 1435              |        |                   | elektrisch |            | 17.09.1965  |           | Straßenbahn Lima | Museumsstraßenbahn |
| Paita             |                   |        |                   | Pferd      | 30.08.1891 | 1928 (?)    |           |                  |                    |
| Pisco             | 1435              |        |                   | Akku       | 1874 (?)   | 1935        |           |                  |                    |
| Piura             | 1435              |        |                   |            | 1890 (?)   | 1930        |           |                  |                    |
| San Pedro de Lloc |                   |        |                   |            | 1880       |             |           |                  |                    |
| Trujillo          |                   |        |                   |            | vor 1890   | nach 1930   |           |                  |                    |

Es bestehen heute keine Straßenbahnbetriebe mehr.

### Uruguay
| Stadt      | Spur- weite in mm | Gleise | Netz- länge in km | Antrieb    | Eröffnung  | Stilllegung | Betreiber | Artikel | Anmerkungen |
| ---------- | ----------------- | ------ | ----------------- | ---------- | ---------- | ----------- | --------- | ------- | ----------- |
| Montevideo |                   |        |                   | elektrisch | 10.11.1906 | 14.04.1957  |           |         |             |

Es bestehen heute keine Straßenbahnbetriebe mehr.

### Venezuela
| Stadt            | Spur- weite in mm | Gleise | Netz- länge in km | Antrieb    | Eröffnung  | Stilllegung | Betreiber | Artikel | Anmerkungen         |
| ---------------- | ----------------- | ------ | ----------------- | ---------- | ---------- | ----------- | --------- | ------- | ------------------- |
| Caracas          |                   |        |                   | elektrisch | 15.01.1907 | 13.08.1947  |           |         |                     |
| Carúpano         |                   |        |                   | elektrisch | 09.01.1916 | 28.06.1933  |           |         |                     |
| Macuto–La Guaira |                   |        |                   | elektrisch | 09.05.1914 | 09.11.1933  |           |         | Überlandstraßenbahn |
| Maracaibo        |                   |        |                   | Akku       | 1915       |             |           |         |                     |
| Maracaibo        |                   |        |                   | elektrisch | 1915       | 1936 (?)    |           |         |                     |
| Valencia         |                   |        |                   | elektrisch | 11.07.1915 | 1956        |           |         |                     |

Es bestehen heute keine Straßenbahnbetriebe mehr.